# Молодечно
Молоде́чно (бел. Маладзе́чна) — город в Минской области Беларуси на реке Уше. Административный центр Молодечненского района. Впервые упоминается в письменных источниках в 1388 году. Находится в 73 км на северо-запад от Минска. Площадь города — 33,33 или 33,49 км².

## Этимология
Название Молодечно происходит от названия притока реки Уши реки Молодечанки, на которой первоначально возникло поселение (исчезла в результате мелиоративных работ).
Существует версия, что название города образовалось от слов молодец (в значении — «мальчик, воин княжеского войска»), «молодой», «младший» или от сочетания архаичных слов мала и надэчыць, что означает «небольшое место».
С начала XX века в белорусском литературном языке установилась форма Маладэчна в соответствии с речью местных жителей. Сейчас это название обычно используется в классической орфографии. В то же время название Маладзечна является примером влияния польского языка, откуда перешло в официальное правописание белорусского языка.

## Геральдика
Первый герб утверждён решением исполкома Молодечненского городского Совета народных депутатов № 38 от 17 марта 1988 года.
Новый герб утверждён решением Молодечненского городского Совета депутатов от 21 декабря 1999 года № 23 и зарегистрирован в Гербовом матрикуле Республики Беларусь 10 февраля 2000 года под номером 39).
Флаг учреждён Указом Президента Республики Беларусь А. Г. Лукашенко № 398 от 21 июля 2008 года и зарегистрирован в Государственном геральдическом регистре Республики Беларусь 23 июля 2008 года под номером Б-130. Одобрен решением Молодечненского районного Совета депутатов № 47 от 17 октября 2007 года.

## История
Бронзовый век
В эпоху бронзы (XI тыс. до н. э. — VII в. до н. э.) на молодечненской земле жили племена культуры шнуровой керамики. Жители занимались животноводством и земледелием, хотя более древние занятия — охота, рыболовство и собирательство — также занимали значительное место в их хозяйственной деятельности.
Железный век
Племена бронзового века постепенно вытеснили новые, балтийские, культура которых (культура штрихованной керамики) находилась на более высоком уровне. Жильём для этих жителей были дома столбовой конструкции. Промежуточное положение территории современного Молодечненского района вынуждало его жителей противостоять влиянию культуры народов соседних земель, с которыми они не всегда жили в согласии. В середине I тысячелетия сюда стало селиться славянское население, принесшее с собой новую культуру. В VI—IX веках н. э. стали формироваться племенные союзы. В районе Молодечно в то время проживали племена кривичей.

### XIV век
- 16 декабря 1388 года — первое известное письменное упоминание Молодечно в присяжной грамоте князя Дмитрий Ольгердович великому князю Литовскому Ягайло[12][13].

### XV век
- 1413 год — Молодечно находится в составе Виленского воеводства Великого княжества Литовского.
- XV век — у слияния рек Молодечанки и Уша был построен Молодечненский замок, который неоднократно горел в пожарах (1519 г. — дважды и в 1533 г.) и был окончательно разрушен в XVIII ст. Развитию города содействовал торговый путь из Минска через Радошковичи — Молодечно — Крево в Вильно.

### XVI век
- 1534 год — русские воеводы Михаил Горбатый и Микита Оболенский «с огнём и мечом дошли до Молодечно».
- 1551 год — Великий князь Литовский Жигимонт подарил двор Молодечненский князю Михаилу Ивановичу Мстиславскому, который после смерти завещал его своим четырём дочерям. Принадлежал также Заславским, Сагнушкам, Рагозам, Радзивиллам, Огинским, Тышкевичам.
- Во время Ливонской войны (1558—1583) Молодечненское имение было поделено на несколько частей, которые принадлежали разным владельцам.
- В 1567 году в Молодечно проходили предварительные переговоры представителей ВКЛ и Польши об условиях Люблинской унии 1569 года[14].
- 1567 год — согласно «Попису войска литовского 1567 года», магнат Стефан Збаражский владел фольварком в Молодечно: «Воевода Троцкий. Месеца октебря 16 дня. Князь Стефан Збаражский, воевода Троцкий, ставил почту з ымений своих — з Межиреча в повете Берестейской коней тридцать деветь; з Ожговец и Белозерек в повете Кремяницком коней двадцать чотыры; з Забрезья, з Груздова, з Олян, с Кобыльник, з Жирович, з Нарочи, з Узлы, з Рабыни, з Нивок в повете Ошменском коней з них тридцать семь; а з ыменья в повете Менском — з Ыли, з Селищ, з Молодечна, з Месоты, з Нового Двора, з Волмы, з Бакшт, з Лютина, с тых имений, в повете Менском лежачих, коней двадцать и шесть; с Тетерына в повете Оршанском коней десеть; а з ымений в повете Виленском — з Судерви, з Овесник, з Мушик три кони; а з ыменья Кгекгужина, з Жейм, з Пашкутишок, в повете Троцком коней осм; а з ыменья Южинт в повете Вилкомирском коней три; а з ыменья Жеймел[ь] у повете Упицком коней осмънадцать; а з ыменья Бабич в повете Мозырском коней пять. Всих имений вышей описанных тридцать. Зо всих тых именей, яко есть вышей описано, ставил всего почту коней сто семдесят три. Его ж милость при том почте ставим всих драбов осмъдесят чотыри з ручницами, з рогатинами»[15].
- 1600 год — построена деревянная православная церковь.

### XVII век
- В начале XVII века владельцем Молодечно был Лев Сапега (часть имения купил в 1617 году) — канцлер Великого княжества Литовского, который возглавлял сеймовую комиссию по подготовке Статута Великого Княжества Литовского 1588 года, редактировал его текст и финансировал издание в Виленской типографии[14].
- В 1623 году согласно инвентарю Молодечно представляло собой местечко с числом жителей более 1 тысячи. Насчитывалось 8 улиц: Большая Замковая, Малая Замковая, Агородническая, Рыночная, Лебедевская, Тюкомская.
- 1651 год — в инвентаре называется новая улица — Хожевская. Центром «места» был рынок с торговыми рядами[14].

### XVIII век
- 1708 год — Молодечно оккупировали шведские войска.
- В начале XVIII века владельцем Молодечно становится род князей Огинских. На замковом подворье был возведен дворец (Молодечненский замок), который стал резиденцией князей, там была собрана богатая библиотека, коллекция картин[14].
- 1740 год — польский король Сигизмунд ІІІ Август выдал Молодечно привилей на проведение 2-х торгов 2 раза в неделю (пятница и воскресенье) и 2 ярмарок в год (весной и осенью). Все это содействовало развитию торговли и расширению хозяйственной деятельности местечка[14].
- 1758 год — М. Огинский построил деревянный костел.
- 1785 год — православная церковь была преобразована в униатскую.
- 1793 год — в результате второго раздела Речи Посполитой город оказался в Вилейском повете Минской губернии Российской империи.

### XIX век
- 1811 год — усилиями Франциска Огинского из Бобруйска в Молодечно было переведено уездное училище.
- В начале XIX века неоднократно посещал своего дядю в Молодечно Михал Клеофас Огинский. Во дворце в Молодечно постоянно звучала его музыка.
- В июне 1812 года Наполеоновские войска при наступлении на Москву заняли Молодечно, причём местная польская шляхта присягнула Наполеону[16].
- В ноябре 1812 года во время отступления император Франции Наполеон Бонапарт остановился в Молодечненском замке, а остатки его некогда Великой армии — в местечке возле замка. Здесь, в замке, Наполеон І продиктовал свой последний в ходе восточной кампании 29-й бюллетень, в котором сложил с себя полномочия главнокомандующего и пробовал объяснить неудачи французов в России. В ту же ночь он тайно покинул свою армию и бежал на Вильно[17].
- 22—23 ноября (4—5 декабря) 1812 года — произошёл бой русских авангардов генерала Е. И. Чаплица (3-я западная армия) и генерала от кавалерии М. И. Платова с французским арьергардом под командованием маршала К. Виктора. Отряды русской армии под командованием генералов А. П. Ермолова и E. B. Чаплица, а также казаки атамана Платова подошли к Молодечно 22 ноября (по старому стилю) и разбили французов. В этом бою было взято в плен около 2500 французских солдат и офицеров, захвачены 24 орудия. Молодечненский бой стал заключительным в зимней кампании 1812 года, в честь этой победы в 1977 году на окраине города установлен памятник. Потери в войне 1812 года были огромны: замок наполовину разрушен и больше не восстанавливался, местечко сожжено, население сократилось вдвое.
- После войны 1812 года училище из Молодечненского замка было переведено в здание монастыря католического ордена тринитариев, построенного во второй половине XVIII века Тадеушем Огинским, Великим писарем Литовским, каштеляном трокским, воеводой трокским и витебским, дедом знаменитого композитора М. К. Огинского. На основе училища в 1832 году была открыта прогимназия (действовала до 1857 года).
- Весной 1814 года, после смерти дяди, Михал Клеофас Огинский стал владельцем Молодечно и Молодечненского замка. В память о славном земляке в 2001 году в городе был установлен памятник М. Ф. Огинскому (скульптор Ф. Янушкевич), его именем названо музыкальное училище.

Изображения Молодечно на старых фотоснимках
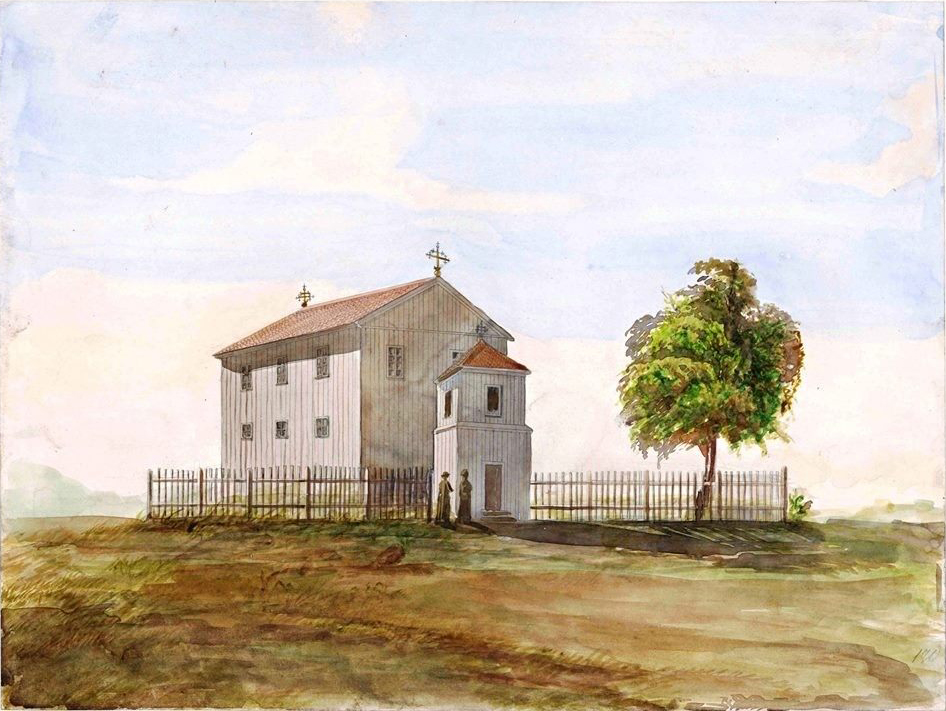
Греко-католическая церковь
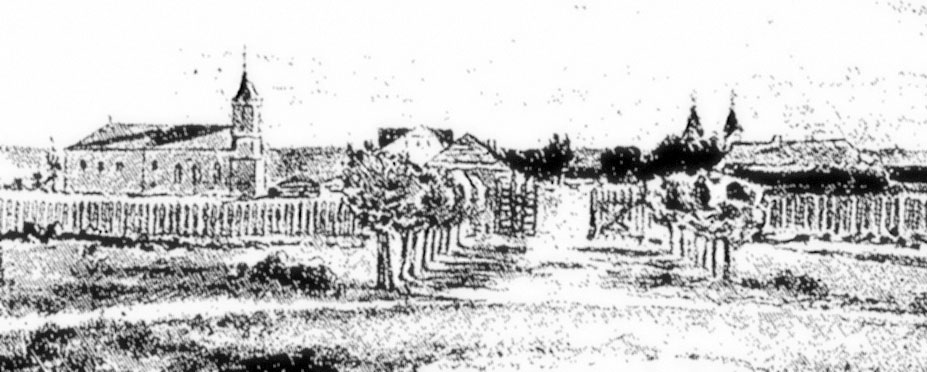
Панорама местечка
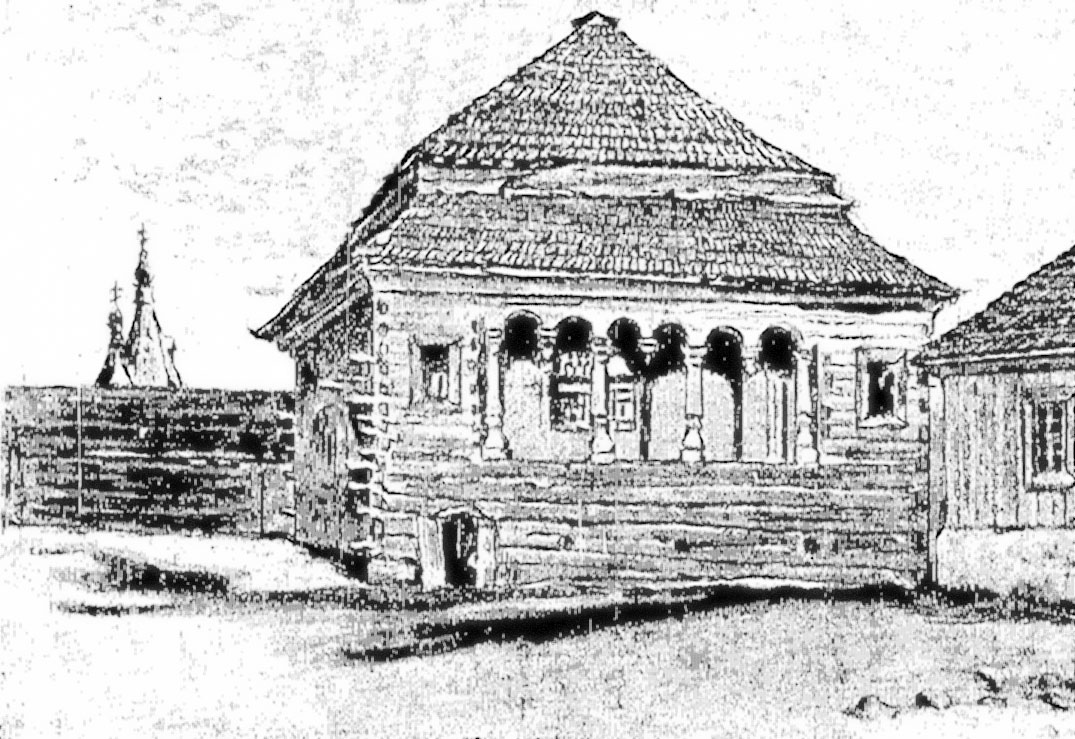
Синагога
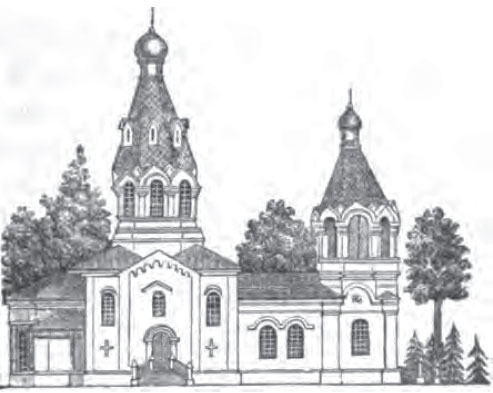
Церковь

- 14 апреля 1831 года — Молодечно было занято отрядом повстанцев под руководством М. Ходзьки. К восстанию присоединились ученики местного училища. После подавления восстания училище закрыли, учителя были арестованы и отправлены в минскую тюрьму.
- Летом 1834 года на службу в армию в одну из батарей, расположенных в Молодечно, был направлен М. А. Бакунин — русский мыслитель, революционер, панславист, анархист, один из идеологов народничества и идейный оппонент Карла Маркса.
- 1847 год — Молодечно вошло в состав Виленской губернии.
- В период восстания 1863 года в окрестностях Молодечно действовали отряды повстанцев под руководством Ю. Бакштанского и В. Козела.
- 1861 год — Имение Молодечно с фольварками в Вилейском уезде принадлежало помещику Тышкевичу. В нём насчитывалось 210 крепостных душ мужского пола и 65 издельных дворов. Повинности крестьян: сгона по 6 дней для рабочих душ мужского и женского пола. Ночной караул осуществлялся поочерёдно. Подводных 3 раза в год на 140 верст расстояния. Строительных по мере надобности[18].
- 1864 год — в Молодечно открылась учительская семинария, первая на территории современной Республики Беларусь и одна из первых в Российской империи. Её называли центром западнорусского народного образования. Существовала с 1864 по 1924 годы. Заведение было основано на базе прогимназии как 2-годичная, содержалась за счёт казны. Преподавались Закон Божий, русский и церковно-славянский язык, основы педагогики, арифметика, геометрия, черчение, история и география России, землемерное дело, чистописание и пение. В 1870 году был открыт 3-й класс, в программу были введены ремёсла и гимнастика. При семинарии действовала метеостанция. В 1872—1906 годах действовал подготовительный класс, не связанный с семинарским курсом. В 1907 году открыт 4-й класс, в программу включены русская словесность и история русской литературы, физика, психология, история педагогики, методика преподавания. Принимались юноши всех сословий (предпочтение отдавалось детям крестьян) с 17 лет, православного вероисповедания, окончившие начальное училище. При семинарии существовало образцовое училище, где семинаристы проходили педагогическую практику. Семинария имела библиотеку, педагогический музей (1910—1914), театр (1905—1911), симфонический оркестр (1900—1907) в 1915 году в эвакуирована в Смоленск. За время существования семинарии её закончили около 2000 человек в ней преподавали этнографы и фольклористы Ю. Ф. Крачковский, Н. Я. Никифоровский, К. В. Вереницын, среди выпускников — общественные деятели С. А. Рак-Михайловский, Я. Ю. Лёсик, писатель М. Чарот, певец М. И. Забейда-Сумицкий и другие.
- 1867—1871 гг. — на площади была возведена Свято-Покровская церковь, которая сохранилась до наших дней, памятник архитектуры ретроспективно-русского стиля. Недалеко от неё, на углу площади и Виленской улицы, находилась синагога.
- 1873 год — строительство Либаво-Роменской железной дороги содействовало превращению местечка в железнодорожный узел.
- Во второй половине XIX века Молодечно было местечком, в котором, согласно переписи 1861 года, проживало 746 человек. Центром оставалась рыночная площадь, застроенная небольшими лавками, вокруг которой селились ремесленники, от неё крестообразно расходились улицы на Минск, Вильно, Вилейку и Городок.
- В начале 70-х годов XIX века экономическую жизнь местечка оживило строительство Либаво-Роменской железной дороги, связавшей белорусские губернии с портами Балтийского моря и Украиной.
- 14 января 1873 года — от небольшой деревянной станции Молодечно отправился первый поезд. Местечко начало быстро опережать соседние населённые пункты по количеству жителей и экономическому развитию.
- 7 июля 1882 года — в деревне Вязынка, в 40 км от Молодечно, родился Янка Купала.
- 1897 год — согласно переписи в Молодечно проживало 2393 человека. Кроме ремесленных, швейных, обувных мастерских появились железнодорожные мастерские, спиртзавод, паровая мельница Добровольского. На север от железной дороги начал застраиваться новый жилой район.

### XX век
- Начало XX века — через Молодечно прошла Петербурго-Варшавская железная дорога, соединившая важные регионы Российской империи. Молодечно стал крупным железнодорожным узлом.
- 1907 год — возведено здание железнодорожного вокзала вокзала в стиле «модерн», сохранившееся до наших дней.
- С началом Первой мировой войны в городе разместилось множество военных сооружений: госпитали, полевые пекарни, аэродромы, дополнительная железнодорожная ветка, землянки, военные аптеки, конюшни, а в помещениях учительской семинарии размещался штаб 10-й армии Западного фронта. Реалии войны на молодечненском участке фронта стали широко известны благодаря русской и мировой литературе. Их описывали русские писатели К. Паустовский, М. Зощенко, В. Катаев, поэт К. Симонов, белорусский прозаик М. Горецкий, венгерский писатель Б. Илеш, чешский поэт Я. Бернарж и другие. Не остался незамеченным среди солдат приезд на фронт в район Молодечно премьер-министра Временного правительства А. Керенского. Рядом операций на этом участке фронта руководил командующий Западным фронтом генерал-лейтенант А.Деникин. Некоторое время дислоцировался в Молодечно женский ударный батальон под командованием прапорщика М. Бочкаревой. Воевали под Молодечно три будущих Маршала Советского Союза — Б. М. Шапошников, Г. К. Жуков и Р. Я. Малиновский.
- 1915 год — Казаками Русской императорской армии был устроен еврейский погром[19].
- Сентябрь 1916 года — с аэродрома у д. Мясота, в 15 км от Молодечно, поднялся в воздух экипаж самолёта-бомбардировщика «Илья Муромец» № 16. Во время бомбометания в небе завязался воздушный бой, три немецких аэроплана были сбиты, но погиб и экипаж «Муромца» № 16. Герои-авиаторы, кавалеры Ордена Святого Георгия IV степени поручики Д. Макшеев, М. Рахлин, Р. Гаибов, О. Карпов были похоронены немцами с воинскими почестями на воинском кладбище в д. Боруны Сморгонского района. Авиаконструктор И. Сикорский, в дальнейшем получивший мировую известность, приезжал на фронт в район Молодечно, чтобы учесть трагический опыт «Муромца» № 16 и модернизировать бомбардировщик[20][21][22].
- 7 ноября 1917 года — Молодечно занят большевиками.
- 11 ноября 1917 года — образование военно-революционного комитета и армейского совета 10 армии. Они разместились в здании спиртзавода (сегодня в этом здании располагаются магазины, ранее типография «Победа»).

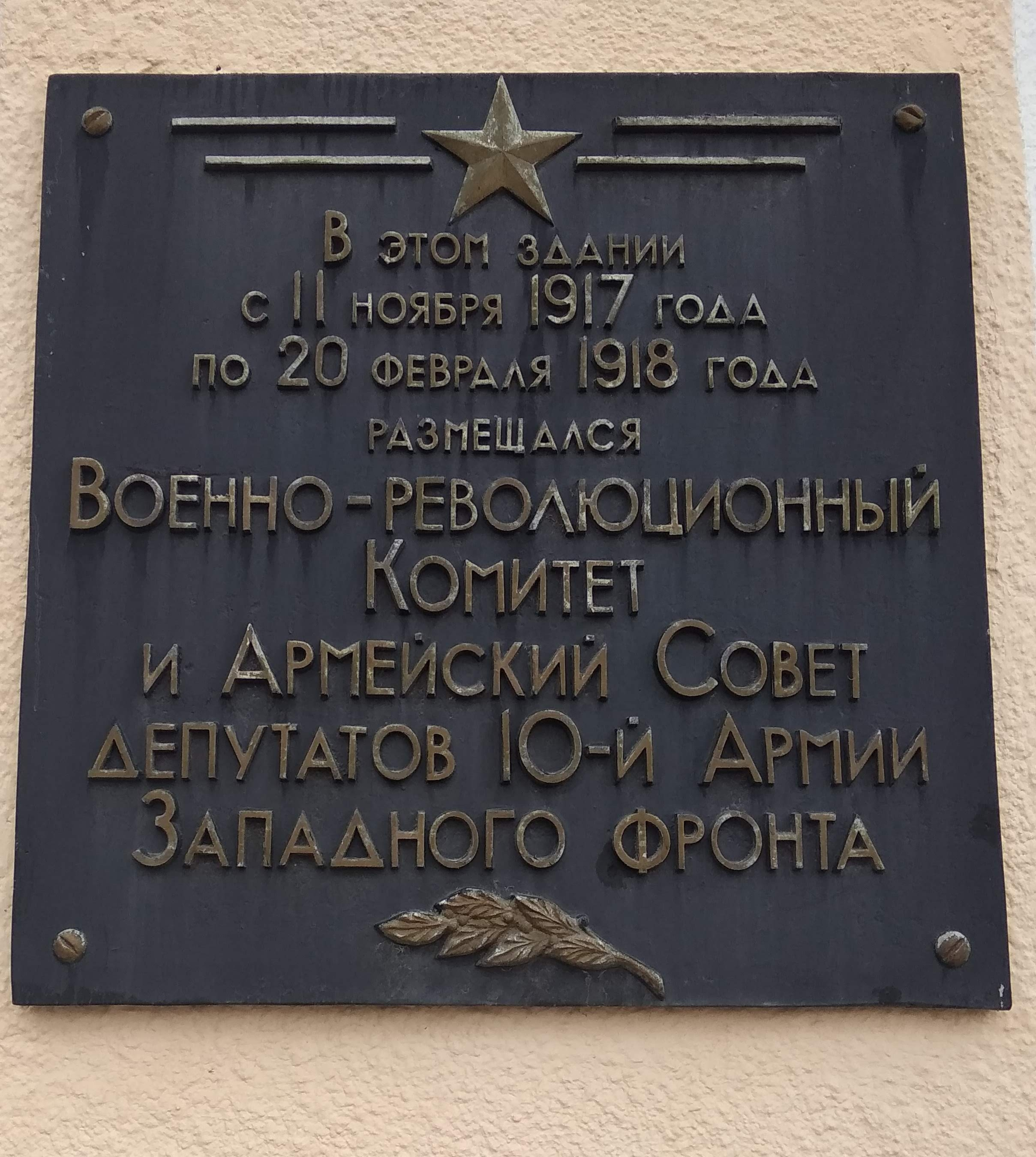

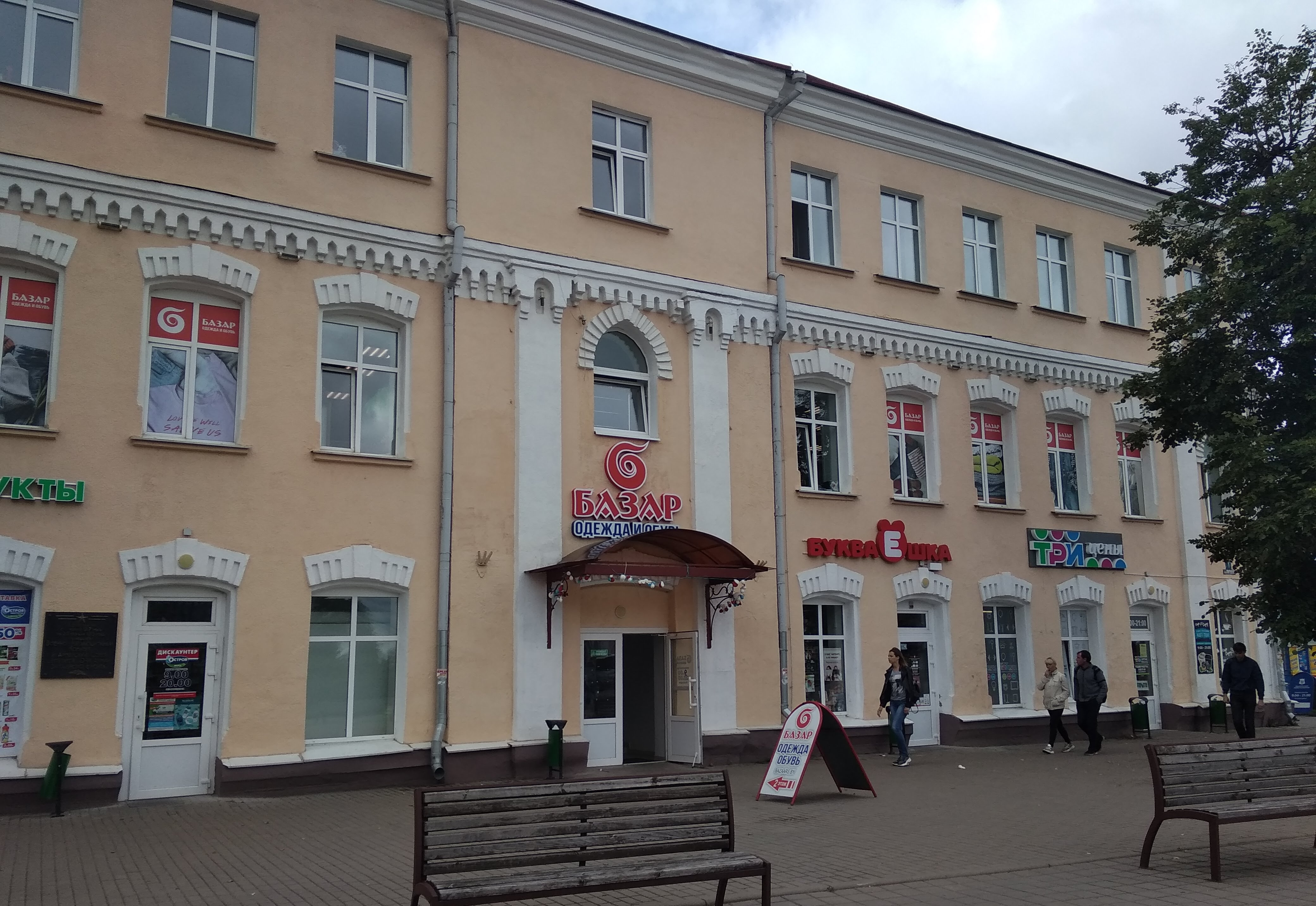
Здание бывшего спиртзавода

- 6 декабря 1917 года — был образован Молодечненский Совет рабочих, крестьянских и солдатских депутатов. Он разместился в одном из зданий на площади (сегодня это здание находится на площади Старое место).
- 1918—1925 — в составе Польской Республики, самостоятельная гмина в составе Вилейского повета Виленского воеводства.
- Во время Первой мировой войны город был штабом 10-й русской армии Западного фронта. С февраля по декабрь 1918 года он находился под немецкой оккупацией, но после ухода германских войск был занят войсками большевиков в период Гражданской войны в России. 4 июля 1919 года город был занят частями Войска Польского во главе с генералом Станиславом Шептицким во время наступления на Минск. Однако в ходе советско-польской войны с 12 июля 1920 г. по 12 октября 1920 г. город снова был под контролем советских войск. После Рижского мирного договора город был передан Польской Республике, советско-польская граница проходила всего в 30 км восточнее города.
- Март 1921 года — согласно Рижскому договору, Западная Беларусь, в том числе и Молодечно, вошла в состав Польши. Польские власти, укрепляя свои западные границы, построили в Молодечно 2 военных городка в районе Замковой улицы и в бывшем имении Геленово. Это строительство обусловило приток рабочей силы и содействовало росту населения. Постановлением Польского Сейма Молодечно в 1929 г. получил статус города. Появилось около двух десятков новых улиц. В сравнении с 1921 годом в три раза увеличилась численность населения.
- 1 января 1926 года — город стал административным центром отдельного повета в составе Виленского воеводства Польской Республики.
- 26 апреля 1929 — официальное оформление статуса города[23][24]. Одновременно к Молодечно были присоединены населённые пункты из одноимённой гмины — деревня и фольварк Новая Буховщизна, фольварк Молодечно, фольварк и застенок Геленово, колония Жавань и застенок Цывидовка. В фольварке Геленово с 1922 по 1939 находился гарнизон 86-го пехотного полка Войска Польского.
- 17 сентября 1939 — Молодечно заняла Красная Армия. Польша не смогла защитить восточную границу, почти все войска были задействованы в войне с Германией, некоторое сопротивление оказывали только пограничные войска. В обороне Молодечно принимал участие 5-й лётный полк Войска Польского. Сразу после установления контроля над городом советские власти в Молодечно репрессировали солдат и офицеров Войска Польского, также репрессии коснулись несколько сотен мирных жителей (этнических поляков и белорусов), в том числе женщин и детей[25]. Некоторые имена людей, связанных с Молодечно, можно найти в списках жертв Катынского расстрела. Так, были убиты лейтенант Стефан Чепурно (врач 12-й дивизии 19-го полка в Молодечно)[26][27], лейтенант запаса Тадеуш Ставинский (налоговый инспектор в Молодечно)[26][28], поручик пехоты Антони Дервинский (уроженец Молодечно)[29], поручик Вацлав Лужинский (выпускник местной гимназии)[26]. Также были убиты солдаты и полицейские, которые в разное время служили в Молодечно — например, капитан пехоты Чеслав Жезатарский[30]. В Молодечно располагалась 115 стрелковая дивизия РККА[31] и штаб 3-й армии[32].
- 14 ноября 1939 — город Молодечно вошёл в состав Белорусской ССР.
- 4 декабря 1939 — город Молодечно включён в состав вновь образованной Вилейской области Белорусской ССР. НКВД конфисковало местную школу для учителей и устроило там один из своих концлагерей.
- 1940 — город Молодечно стал административным центром Молодечненского района Вилейской области.
- Июнь 1941 — 22 июня гитлеровская Германия напала на СССР. Бомбовый удар был нанесён по городу Молодечно в полдень 24 июня. В направлении города наступала 9-я армия генерала Штрауса и 3-я танковая группа генерала Гота. Под огнём противника небольшая группа советских военнослужащих взорвала мост через Ушу и отступила в сторону Вилейки. Войска 24-й стрелковой Самарской Ульяновской дивизии под командованием генерала К. Н. Галицкого, прибывшие в Геленово ещё летом 1940 года, вышли 22 июня навстречу вражеским атакам в район Лиды и приняли тяжелый бой. В 6:50 утра 25 июня со станции отправился последний эшелон в сторону Витебска. В это же утро 50 немецких бомбардировщиков совершили налёт на Молодечно. Люфтваффе уничтожили все советские самолёты на взлётной полосе на аэродроме в Хожово.
- В ночь с 24 на 25 июня немецкие войска захватили город. Молодечно было включено в генеральный округ «Белоруссия» (нем. Generalbezirk Weißruthenien)[11].
- 25 июня 1941 — в первый же день захвата города немцами, при выполнении задания по эвакуации имущества погиб первый секретарь Молодечненского райкома коммунистической партии Иван Данилович Томилин[11].
- 1941 год — в Молодечно размещался пересыльный лагерь «Дулаг-112» для советских военнопленных. Документы свидетельствуют о высокой смертности, перенасыщенности и невыносимых условиях содержания в нём. За колючую проволоку лагеря фашисты бросали не только военнопленных, но и жителей города, детей, которых использовали в качестве доноров для немецких солдат.

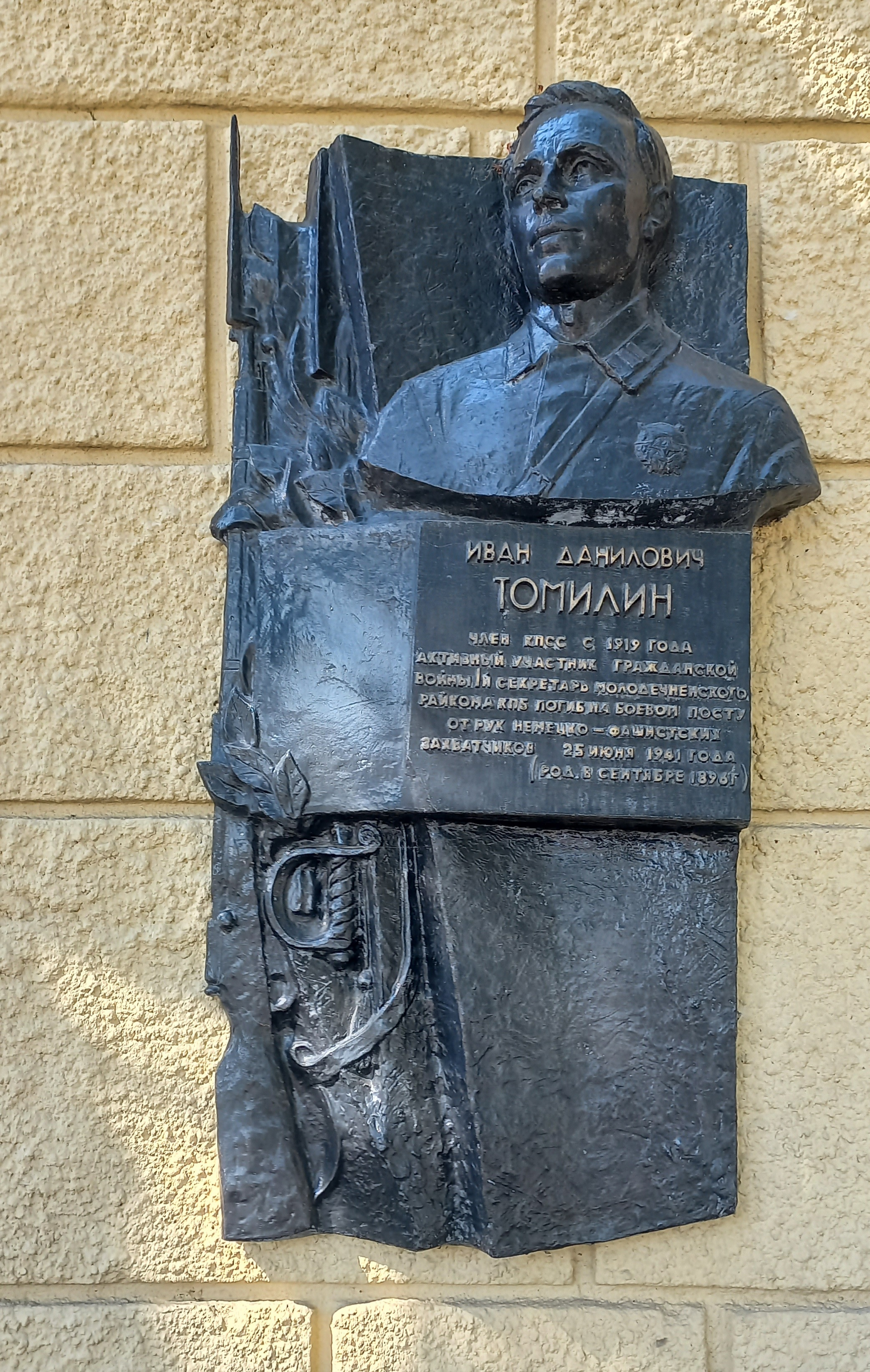
Мемориальная доска на здании бывшего горкома коммунистической партии.

- 26 июня 1941 — под Радошковичами совершил свой смертельный подвиг экипаж Н. Гастелло[11].
- Июль 1941 — С целью онемечивания и колонизации нацисты заблаговременно запланировали уничтожить или вывезти 75 % белорусов, а их земли раздать колонистам. Только в одном Молодечно планировалось поселить 7 тысяч немцев. Голодные, измученные люди под надзором вооружённого конвоя копали обычными лопатами огромные котлованы, а потом возводили около города здания-казармы, которые тщательно маскировались. На каждом ряду земляных укреплений в боеготовности стояли орудия, а в специальных нишах на наружном валу, с интервалом 2—3 метра — пулемёты. Над всеми подобными фортификационными системами возводились смотровые башни (они стояли по обе стороны от всех крупных автомобильных и железных дорог). Такие укрепления были на подходах к разъезду Молодечно в деревнях Домаши, Выверы, Засковичи. Каждый день немецкая карательная команда начинала «работать» в назначенное время. Сотни евреев, а также довоенных активистов, на автомобилях были вывезены за реку и там расстреляны. Методично, строго по графику, с перерывами на обед[11]. На окраине города в для массового уничтожения советских военнопленных был создан концентрационный лагерь. Здесь держали и гражданское население, постоянно находились около 30 тысяч человек. Лагерь был обнесён колючей проволокой. Узники размещались в бараках без отопления, в сутки на человека получали 100 г недоброкачественного хлеба. От физического истощения, голода, эпидемий тифа и других болезней ежедневно умирали десятки людей. Систематически проводились расстрелы узников. В общей сложности за время существования лагеря до июня 1944 года здесь погибло 33 150 человек. На его месте в память о жертвах геноцида в 1996 году открыт мемориальный комплекс. МемориалБратская могила у дороги на Вилейку

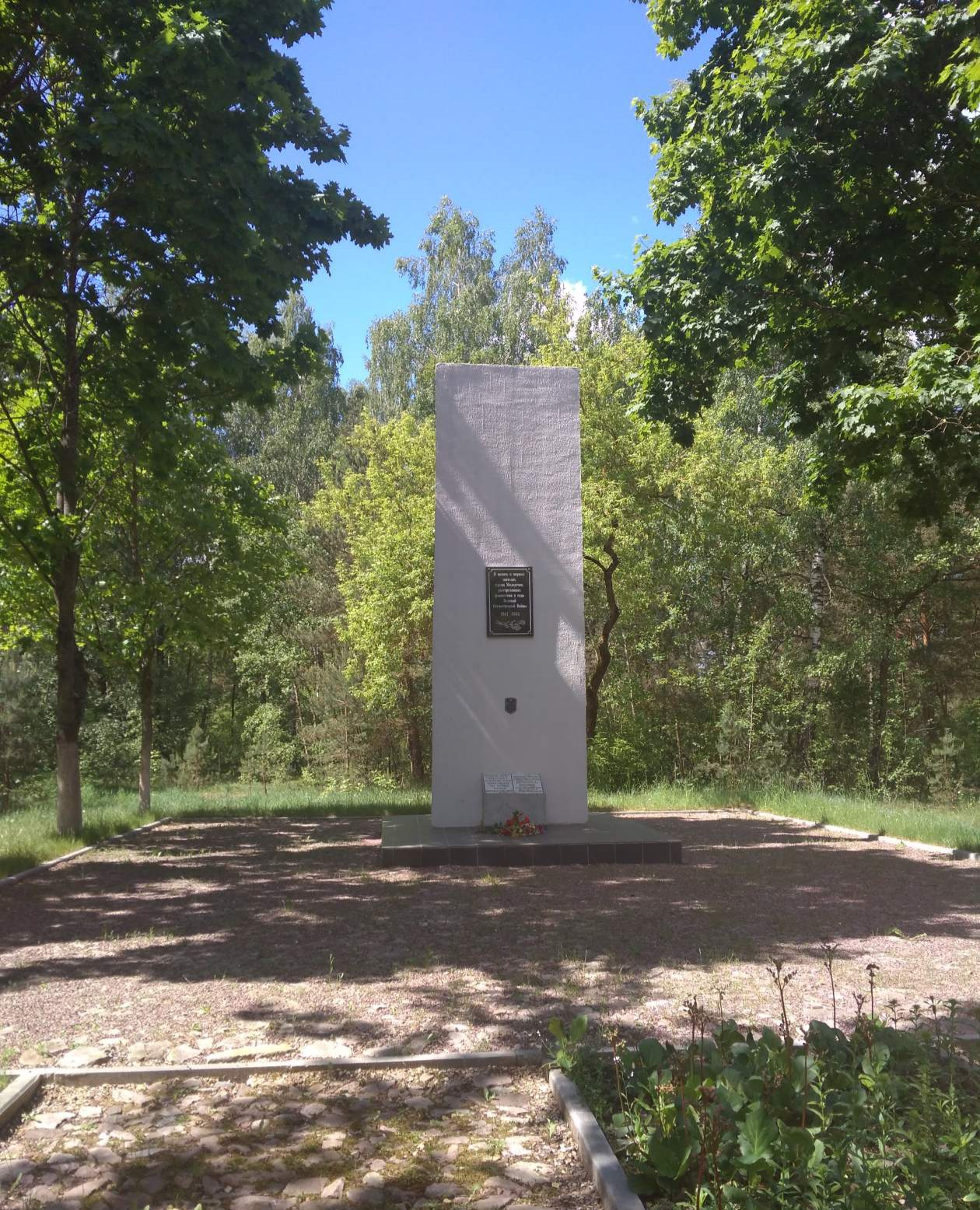
Мемориал

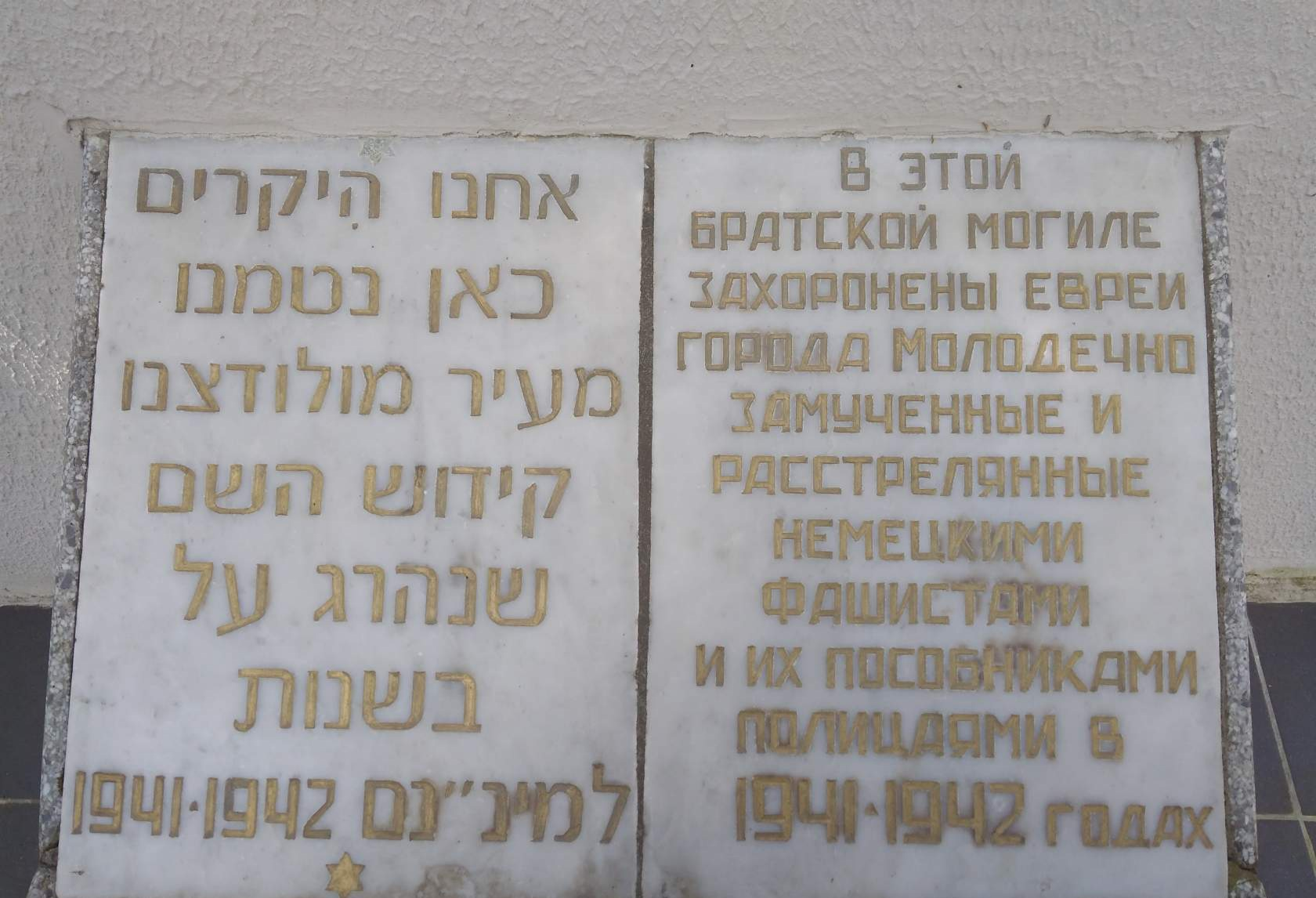
Братская могила у дороги на Вилейку

- Февраль 1942 — июль 1944 — в Молодечно существовала диверсионно-разведывательная группа, которая действовала на железнодорожной станции Молодечно. Состояла из 7 человек, руководителем группы был Д. Я. Гернович. Подпольщики распространяли листовки, сводки, собирали и передавали партизанам сведения о вооружении гарнизона, движении войск и техники захватчиков через железнодорожный узел. С помощью мин, полученных от партизан, провели около 30 крупных диверсий, в том числе подорвали 9 воинских эшелонов, склад горюче-смазочных материалов и поворотный круг в железнодорожного депо. В ночь на 7 июня 1944 возле д. Селивоновка подпольщик Лущик на 9 часов вывел из строя телефонный кабель прямого провода Берлин — фронт. После освобождения Молодечно был награждён орденом отечественной войны I степени, остальные подпольщики — медалями[33].
- 5 июля 1944 — город был освобождён воинами 3-го Белорусского фронта под командованием генерала армии И. Д. Черняховского. Общие потери во время Второй мировой войны составили для Молодечно около 104 миллиона рублей (тех времён). В городе осталось всего 10 % довоенного жилья, а фактически − 171 дом. Численность населения сократилась более чем в два раза.

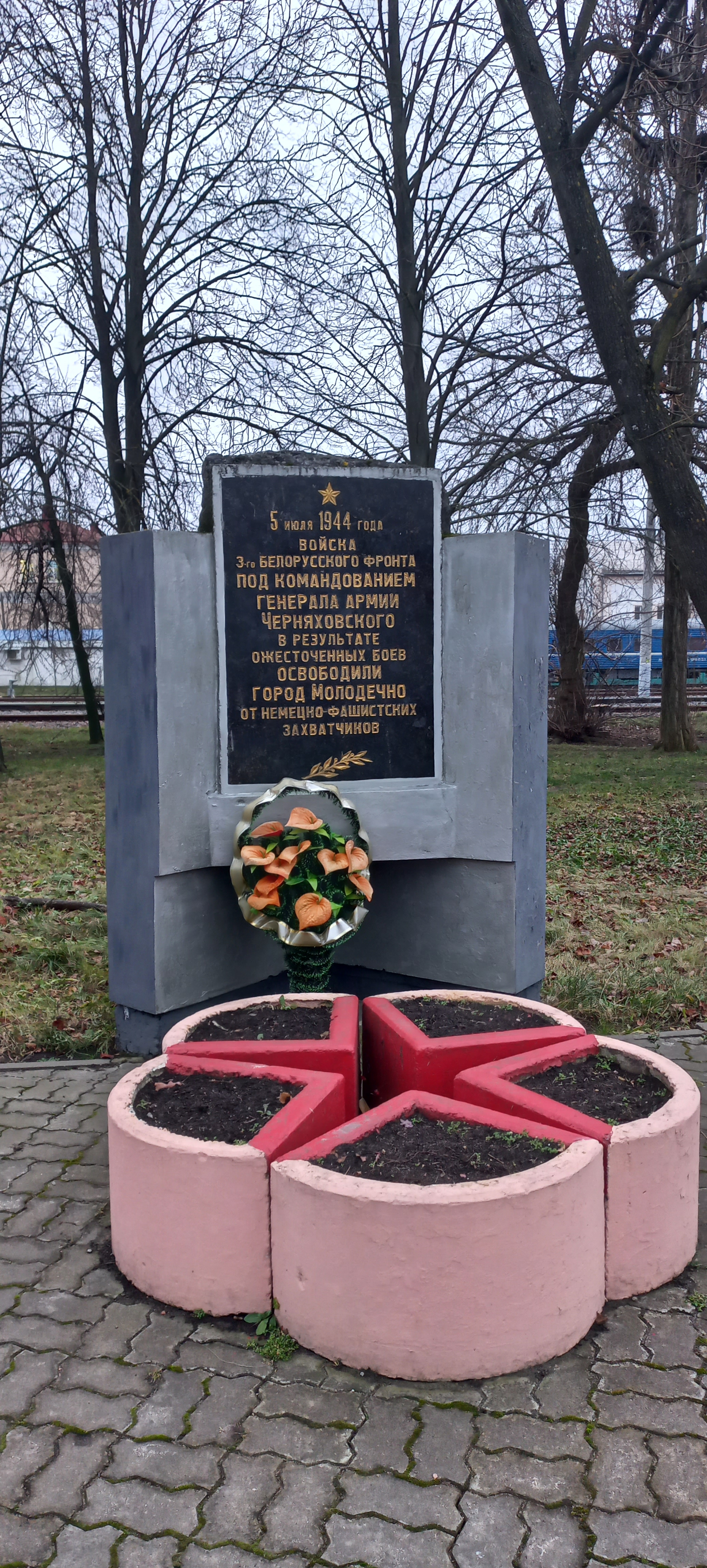
Памятный знак у вокзала г. Молодечно

- 1948 год — заложен парк победы в память о событиях войны, позднее открыта Стелла с вечным огнём. Регулярно 9 мая и 3 июля в городе проходят праздничные мероприятия.
- 20 сентября 1944 — город Молодечно является административным центром Молодечненской области.
- 1947 год — начал работу литейно-механический завод, ставший впоследствии станкостроительным. Основана «Молодечненская фабрика музыкальных инструментов»[34].
- 1950-е годы — вступили в строй завод железобетонных изделий, фабрика музыкальных инструментов и мебельная фабрика.
- 28 июня 1958 — создано Молодечненское музыкальное училище, которое 1 сентября 2011 года переименовано в УО «Молодечненский государственный музыкальный колледж имени М. К. Огинского».
- 20 января 1960 — после упразднения Молодечненской области город вошёл в состав Минской области.
- 1965 год — создана дирекция строящегося Молодечненского завода металлоконструкций.
- 1970 год — начал работу завод силовых полупроводниковых вентилей (с 1994 года — ОАО «Электромодуль»)[35].
- 1977 год — на окраине города установлен памятник в честь победы над Наполеоновскими войскам в бою при Молодечно.
- 1979 год — установлен единственный в Беларуси памятник дороге — Виленскому шляху.
- 1980 год — организован Молодечненский завод лёгких металлоконструкций через слияние двух заводов: металлоконструкций и лёгких металлоконструкций. Первый был введён в эксплуатацию в 1968 году, а второй в 1978 году[36].
- 1984 год — начали работу завод порошковой металлургии (с 1991 года ПРУП Молодечненский завод порошковой металлургии)[37] и завод технологической оснастки, появились предприятия радиоэлектронной, легкой и пищевой промышленности.
- 17 марта 1988 года — решением № 38 исполкома Молодечненского городского Совета народных депутатов утверждён первый герб Молодечно. Авторы герба: доктор исторических наук, краевед, археолог, директор краеведческого музея Геннадий Кохановский (1936—1994) и художник Юрий Герасименко-Жизневский (1948—1997).
- 1989 год — образовано Белорусско-германское производственное совместное предприятие «Минский Мебельный Центр» (общество с ограниченной ответственностью; СП «ММЦ» ООО)[38][39].Герб Молодечно 1988—1999

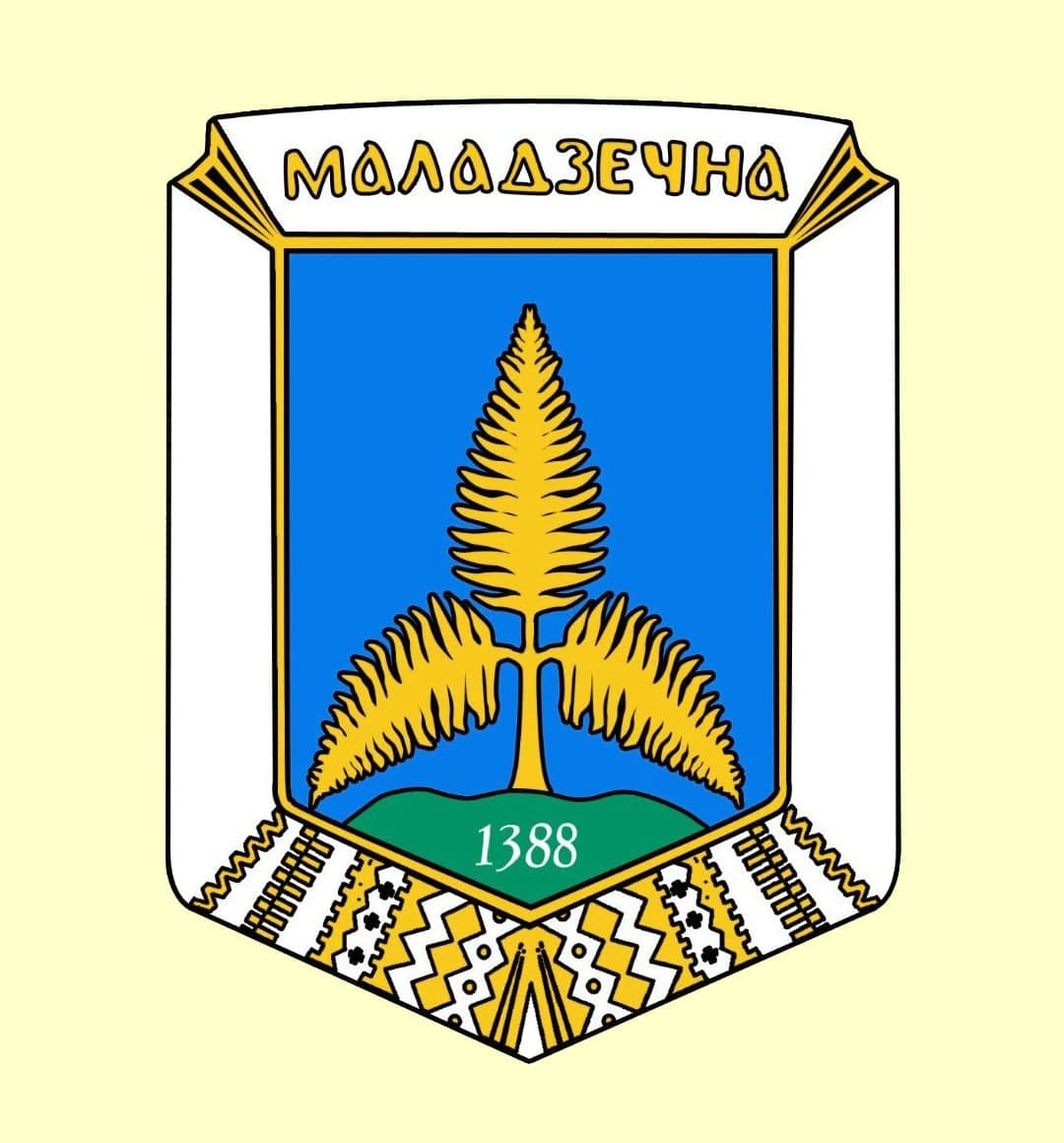
Герб Молодечно 1988—1999

- 1991—1994: должность председателя Молодечненского горисполкома занимал Карпенко Геннадий Дмитриевич.
- Начало 1990-х — в городе прошла самая крупная кампания по десоветизации городской топонимики в Республике Беларусь[40].
- 25 апреля 1993 — торжественно открыт памятник «Мученикам за свободу и независимость Беларуси» на центральной площади местными органами власти во главе с Геннадием Дмитриевичем Карпенко в присутствии нескольких тысяч горожан. Ранее по инициативе учителя Леона Тимохина и директора завода железобетонных изделий Николая Ивашкевича с Соловков привезли камень, который стал основой для памятника.
- 3 мая 1991 — первым заместителем председателя Молодечненского горисполкома назначен Гончар Виктор Иосифович.
- 1993 год — проведение первого Национального фестиваля белорусской песни и поэзии «Маладзечна».
- В 1994 году деревня Великое Село Тюрлевского сельсовета Молодечненского района включена в городскую черту города Молодечно[41].
- 28 апреля 1995 — основана молодечненская негосударственная «Региональная газета». Издание объединило информационное пространство четырёх районов Минской области (Молодечненский, Вилейский, Мядельский и Воложинский) и трёх районов Гродненской области (Сморгонский, Ошмянский, Островецкий). Основатель — Общество с ограниченной ответственностью «Редакция газеты „Рэгіянальная газета“». Учредитель и главный редактор — Александр Манцевич.
- 1995 год — назначен председателем Молодечненского горисполкома Чурсин Николай Устимович, первым заместителем председателя назначен Идельчик Ефим Аронович.
- 1996 год — на месте лагеря для советских военнопленных «Шталаг-342» в память о жертвах фашизма открыт мемориальный комплекс.
- 18 марта 1997 — состоялась праздничная консекрация нового костёла Св. Иосифа.
- 21 декабря 1999 года — утверждён новый герб Молодечно решением № 23 Молодечненского городского Совета депутатов и внесён в Гербовый матрикул Республики Беларусь 10 февраля 2000 года под № 39. Авторы герба: А. А. Шпунт и художник И. А. Шпунт. Гербы Маладзечна / Гербы Молодечно

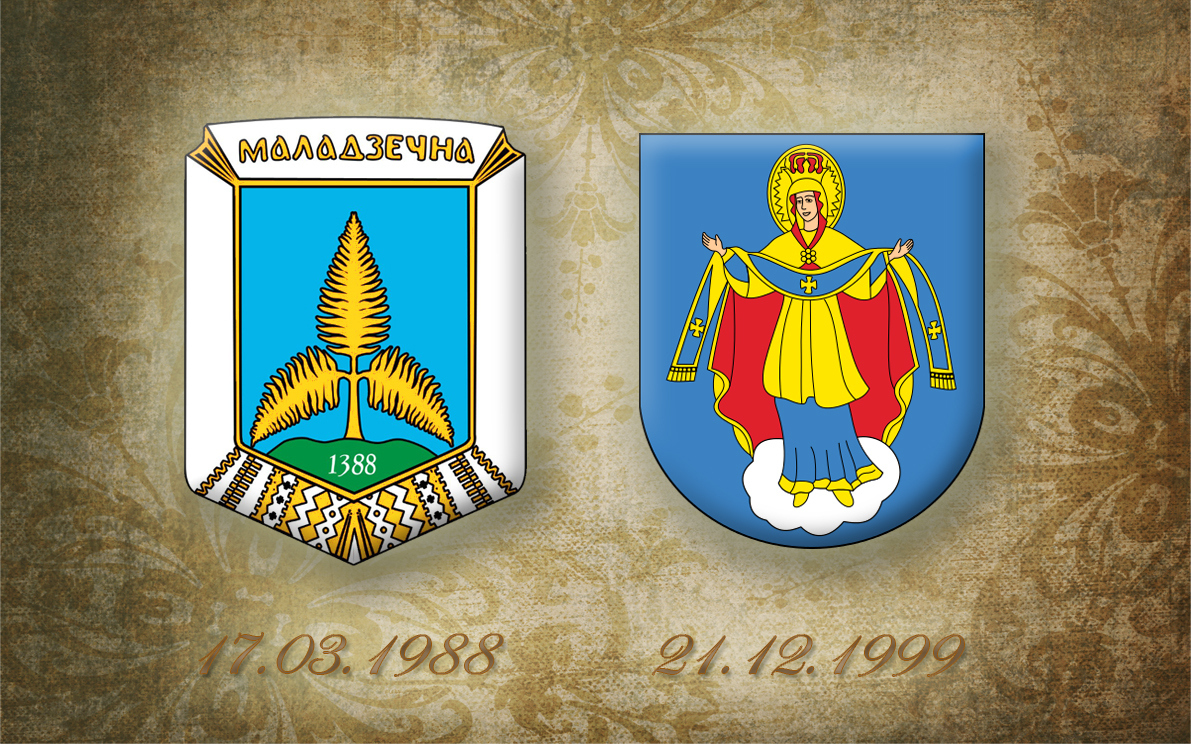
Гербы Маладзечна / Гербы Молодечно

- 1999—2001 — должность председателя Молодечненского районного исполнительного комитета занимал Заяц Леонид Константинович.

### XXI век
- 2001 год — установлен памятник М. К. Огинскому (скульптор В. И. Янушкевич) возле центрального входа в музыкальный колледж имени М. К. Огинского[42][43].
- 17 октября 2002 года — открыт Дворец культуры (ГУ «Дворец культуры г. Молодечно»).
- 2005 год — назначен председателем (объединённого) Молодечненского райисполкома Семён Михайлович Касабуцкий.
- 31 мая 2005 года Молодечненский район и город Молодечно объединены в одну административно-территориальную единицу — Молодечненский район с административным центром в городе Молодечно[44].
- 2006 год — полное прекращение производственной деятельности и начало процесса ликвидации (банкротство) РУП «Молодечненская фабрика музыкальных инструментов»[34].
- 2009 год — в связи с празднованием 65-й годовщины освобождения Республики Беларусь от немецко-фашистских захватчиков и в целях увековечения подвига воинов Красной армии, партизан и подпольщиков Молодечно награждён вымпелом «За мужнасць і стойкасць у гады Вялікай Айчыннай вайны»[45].
- 2009 год — председателем Молодечненского районного исполнительного комитета назначен Геннадий Мечиславович Кучко.
- Май 2010 года — создан региональный информационно-новостной портал «Kraj.by» с офисом в Молодечно — основатель ЧУП «Новый подход» (учредитель и директор Максим Горемыкин — бизнесмен из Вилейки). Первым главным редактором стала Ольга Фролова — журналистка из Молодечно (получила журналистское образование в Беларуси и Польше, работала на телевидении и в газете). 7 июня 2019 года Министерство информации осуществило государственную регистрацию негосударственного сетевого издания «Kraj.by». С 2021 года «Kraj.by» частично или полностью управляется государством. В 2023 году «Kraj.by» полностью переходит под контроль Минского областного унитарного предприятия «Информационное агентство „Минская правда“»[46][47][48].
- 2010 год — 2013 год: должность председателя Молодечненского райисполкома занимал Фёдор Александрович Домотенко[49][50].
- 2011 год — прошёл республиканский фестиваль «Дажынкi»[51][52].
- 21 октября 2011 года — открыт Ледовый дворец с аквапарком (Спортивно-развлекательный центр)[53][54].
- 22 августа 2012 года — начал работу завод весоизмерительного оборудования (ЗАО «ЗВО»)[55][56].
- 5 марта 2013 — август 2018: должность председателя Молодечненского районного исполнительного комитета занимал Александр Дмитриевич Яхновец[57].
- 28 июня 2013 года — населённый пункт Рагозы Хожовского сельсовета в границах улиц Весенняя, Восточная, Мирная, Молодечненская, Приозёрная, Сонечная, Снежная включён в состав города Молодечно[58].
- 2016 год — город Молодечно объявлен Культурной столицей Республики Беларусь[59][60].
- 10 марта 2017 — состоялась крупнейшая акция протеста за историю независимой Беларуси в городе (около 1000 человек) названа как «Марш нетунеядцев» или «Марш рассерженных белорусов». Люди собрались на центральной площади и после митинга прошли маршем к зданию налоговой инспекции. Протестовали против так называемого «декрета о тунеядстве» и «налога на безработных» (Декрета № 3 «О предупреждении социального иждивенчества») и других действий властей. Звучали лозунги: «Нет декрету № 3 — Лукашенко уходи», «Баста», «Позор», «Жыве Беларусь» и другие[61][62][63][64].
- 4 сентября 2018 — Горлов Юрий Николаевич утверждён на должность председателя Молодечненского райисполкома на внеочередной сессии совета депутатов по указанию Лукашенко А. Г.[65][66][67]
- 2018 год — город Молодечно отметил 630-летие[68].
- 15 июня 2019 года — город Молодечно принял эстафету огня II Европейских игр[69].
- 13 июля 2019 — открытие «Улицы стрит-фуда» («Переулок кота Франциско») на мини-рынке по ул. Ф. Скорины. На день открытия работали 12 павильонов еды, пространство для выставок и уличных выступлений. Считается местной достопримечательностью[70][71][72].
- 18 февраля 2020 года — открыт образовательный STEAM-центр[73].
- 19 мая 2020 — отменён Национальный фестиваль белорусской песни и поэзии «Молодечно-2020» в связи с угрозой распространения коронавирусной инфекции COVID-19. Фестиваль в Молодечно был основан в 1993 году по инициативе Геннадия Карпенко. С 1993 по 1996 проводился ежегодно, после раз в два года. С 2011 года снова проводился ежегодно, вплоть до 2020[74][75].
- 31 июля 2020 — кандидат в президенты Республики Беларусь Светлана Тихановская вместе с Вероникой Цепкало и Марией Колесниковой во время предвыборного митинга на городском стадионе собрали по разным оценкам от 3 до 5 тысяч жителей[76][77][78][79][80].
- 9—11 августа 2020 — на Центральной площади собиралось до 2 тысяч жителей, протестующих против фальсификаций на выборах президента Республики Беларусь, что заканчивалось жестокими силовыми разгонами и задержаниями (арестами) до 70-80 человек ежедневно, зачастую с избиениями и пытками впоследствии. Полное отключение интернета всеми провайдерами длительностью около трёх суток[81][82][83][84].
- 13—22 августа 2020 — не разгоняются акции протеста против насилия силовиков и фальсификаций на выборах президента Республики Беларусь, присутствие сотрудников силовых структур в это время в городе практически не наблюдается.
- 16 августа 2020 — наиболее массовая протестная акция на центральной площади города — по разным оценкам от 5 до 7 тысяч жителей.
- 23 августа 2020 — силовики начали появляться во время акций протеста на центральной площади и в других районах города, снова задерживают протестующих против насилия и фальсификаций на выборах президента Республики Беларусь, начались массовые политические репрессии, в дальнейшем более 40 жителей и уроженцев Молодечно были признаны политическими заключёнными, в том числе спортсмен Алексей Кудин, а фактически были репрессированы больше 300 молодечненцев[85][86][87][88][89][90][91].
- 30 сентября 2020 — признание первых политических заключённых среди жителей Молодечно (Евстигнеев Владислав Сергеевич и Песков Павел Андреевич), позднее они стали первыми осуждёнными в связи с протестами в Республике Беларусь в 2020—2021 годах[92][93][94]. Позже политзаключёнными были признаны местные жители Дмитрий Коробейник, Григорий Солодовников, Игорь Сидарович, Сергей Сидарович, Элина Коритько, Алексей Кудин, Вадим Гурман, Виктор Тавгень и многие другие[95][96][97][98][99]. 9 апреля 2024 года уроженец Молодечно подполковник запаса Александр Кулинич умер в СИЗО № 7 Бреста, которого планировали 6 апреля 2024 года начать судить по ч. 1 ст. 368 УК РБ («Публичное оскорбление президента Республики Беларусь»)[100][101][102][103][104].
- 15 марта 2022 года — возобновила работу Молодечненская центральная библиотека имени М. Богдановича после восьмилетнего ремонта[105].
- Сентябрь 2022 — закрыт вещевой рынок, проработавший более 20 лет с конца 1990-х годов (ООО «Молодечненская ярмарка», директор Светлана Пузенкова на момент закрытия)[106].
- 5 июля 2022 года — после реконструкции открыт футбольный комплекс «Детско-юношеской спортивной школы № 4 города Молодечно»[107].
- 17 декабря 2020 — начальник Молодечненского РОВД полковник милиции Вадим Сергеевич Пригара внесен в санкционный список Евросоюза, Великобритании и США за участие в организации массовых политических репрессий и подрыв демократии в Беларуси[108][109][110][111][112][113][114][115][116].
- 19 июля 2021 — фактически закрыта молодечненская «Региональная газета», которая издавалась более 26 лет с 1995 года. В этот день был проведён обыск в редакции, изъято оборудование и другое имущество, главного редактора и его жену доставили на допрос. 22 июля 2021 года газета официально прекратила выпуск печатной версии издания «по не зависящим от редакции причинам». 20 января 2022 года информационные продукты сайта «Региональная газета» и Телеграм-канала были признаны так называемым судом Молодечненского района как экстремистские материалы. 15 марта 2023 года 64-летний учредитель и главный редактор Александр Манцевич был задержан по уголовному делу по статье 369-1 УК РБ «Дискредитация Республики Беларусь». 6 апреля 2023 года Александр Манцевич признан политзаключённым[117][118][119][120][121][122][123][124].
- 20 июля 2021: признан политзаключённым уроженец Молодечно, журналист «Радыё Свабода» и автор книги «Мои тюремные стены» Олег Анатольевич Груздилович. Провёл в заключении 9 месяцев, вышел на свободу в сентябре 2022 года (помилован, но вину не признал). После освобождения его отконвоировали на границу с Литвой, отдали паспорт и выпустили из страны[125][126][127][128][129][130].
- 15 октября 2021 — ликвидировано Республиканское молодёжное общественное объединение «Некст Стоп — Нью Лайф» (РМОО «NSNL»), благодаря которому в рамках XII сезона Республиканского конкурса социальных проектов Social Weekend в Молодечно появилась «Улица стрит-фуда» («Переулок кота Франциско»). Организация была основана в 1989 году, а в Молодечно начала свою деятельность в 2019 году. Члены NSNL занимались урбанистической активностью, вопросами инклюзивности, прав человека и гендера. Ликвидация, очевидно, произошла в рамках «зачистки» КГБ общественных организаций, формировавших гражданское общество Беларуси[131][132][133].
- 10—11 сентября 2022 года — фестиваль вокально-инструментальных ансамблей, рок-групп и кавер-бендов «ВИА-Фест — 2022» в Летнем амфитеатре[134].
- 9—10 июня 2023 года — ХХII Национальный фестиваль белорусской песни и поэзии «Молодечно-2023»[135][136][137].
- 15 июля 2023 года — торжественное открытие нового здания ЗАГСа в центре Молодечно состоялось с участием Министра юстиции Сергея Хоменко и председателя Минского облисполкома Александра Турчина. В здании ЗАГСа расположилась также служба «Одно окно»[138][139].
- 4—14 августа 2023 года — проведение в Молодечно Игр по пляжному волейболу в рамках II Игр стран СНГ 2023[140][141][142]. Эти Игры пользовались крайне низкой популярностью среди жителей Беларуси, несмотря на возможность бесплатного посещения и принудительное присутствие бюджетников в качестве зрителей[143].
- 25 сентября 2023 года — председателя Молодечненского райисполкома Горлова Юрия Николаевича освободил от занимаемой должности А. Г. Лукашенко и назначил своим помощником — инспектором по Гомельской области[19][144][145][146].
- 3 ноября 2023 года — в суде Молодечненского района вынесен политически мотивированный приговор главному редактору «Рэгіянальнай газеты» и политзаключённому Александру Манцевичу — четыре года лишения свободы и штраф в размере 400 базовых величин, что составило 14 800 BYN (~4500 USD). Журналиста обвинили в дискредитации Республики Беларусь по ст. 369-1 Уголовного кодекса. Рассмотрение уголовного дела вёл судья Алексей Иршин, гособвинение поддерживал помощник прокурора — Александр Мартинчик[147][148][149][150][151].
- 4 января 2024 года — председателем Молодечненского райисполкома стал Губко Павел Валентинович. Впервые за многие годы А. Г. Лукашенко назначил на такую должность уроженца Молодечненского района[152][153][154][155][156][157][158].
- 5 августа 2024 года — в отношении судьи и заместителя председателя суда Молодечненского района Дубовик Ольги Анатольевны за вынесение политически мотивированных приговоров, подрыв верховенства закона, репрессии против гражданского общества и демократической оппозиции, в числе очередных 28 лиц за их роль в продолжающихся внутренних репрессиях и нарушениях прав человека в Беларуси, в предверии четвертой годовщины сфальсифицированных президентских выборов в августе 2020 года в Беларуси, Совет Европейского союза принял решение о введении санкций[159][160][161][162][163][164][165][166][167][168][169][170][171][172][173][174][175][176][177].
- 14 августа 2024 года — судья и заместитель председателя суда Молодечненского района Дубовик Ольга Анатольевна включена в санкционный список Швейцарии за участие в проведении политических репрессий в Беларуси, вынесение неправосудных политически мотивированных приговоров и иные преступления[178][179][180][181][182][183].

## Население
| Динамика численности населения города Молодечно (XVI—XXI вв.) |
| ------------------------------------------------------------- |

Численность населения — 88 290 жителей (на 1 января 2025 года). На 1 января 2024 года — 89 068 жителей. На 1 января 2023 года — 89 268 человек.
| Численность населения (по годам) | Численность населения (по годам) | Численность населения (по годам) | Численность населения (по годам) | Численность населения (по годам) | Численность населения (по годам) | Численность населения (по годам) | Численность населения (по годам) | Численность населения (по годам) | Численность населения (по годам) |
| 1501                             | 1623                             | 1850                             | 1861                             | 1897                             | 1921                             | 1929                             | 1931                             | 1939                             | 1941                             |
| -------------------------------- | -------------------------------- | -------------------------------- | -------------------------------- | -------------------------------- | -------------------------------- | -------------------------------- | -------------------------------- | -------------------------------- | -------------------------------- |
| 882                              | ▲ 1 000                          | ▲ 1 330                          | ▼ 746                            | ▲ 2 393                          | ▼ 1 997                          | ▲ 5 991                          | ▼ 5 964                          | ▲ 6 600                          | ▲ 9 500                          |
| 1944                             | 1959                             | 1970                             | 1972                             | 1973                             | 1978                             | 1979                             | 1989                             | 1991                             | 1995                             |
| ▼ 4 750                          | ▲ 28 384                         | ▲ 50 413                         | ▲ 56 100                         | ▲ 58 000                         | ▲ 68 000                         | ▲ 72 612                         | ▲ 91 726                         | ▲ 93 500                         | ▲ 98 100                         |
| 1999                             | 2004                             | 2006                             | 2007                             | 2008                             | 2009                             | 2010                             | 2011                             | 2012                             | 2013                             |
| ▼ 96 600                         | ▲ 98 384                         | ▲ 98 514                         | ▼ 98 432                         | ▼ 98 415                         | ▼ 94 282                         | ▼ 94 195                         | ▼ 93 885                         | ▼ 93 736                         | ▲ 93 802                         |
| 2014                             | 2015                             | 2016                             | 2017                             | 2018                             | 2019                             | 2020                             | 2021                             | 2022                             | 2023                             |
| ▲ 94 155                         | ▲ 94 686                         | ▲ 94 922                         | ▲ 95 233                         | ▼ 95 011                         | ▼ 92 136                         | ▼ 91 719                         | ▼ 91 063                         | ▼ 90 136                         | ▼ 89 268                         |
| 2024                             | 2025                             | 2026                             |                                  |                                  |                                  |                                  |                                  |                                  |                                  |
| ▼ 89 068                         | ▼ 88 290                         |                                  |                                  |                                  |                                  |                                  |                                  |                                  |                                  |

| Национальный состав по переписи 2009 года | Национальный состав по переписи 2009 года | Национальный состав по переписи 2009 года |
| ----------------------------------------- | ----------------------------------------- | ----------------------------------------- |
| Белорусы                                  | 83 814                                    | 88,9 %                                    |
| Русские                                   | 7012                                      | 7,44 %                                    |
| Поляки                                    | 692                                       | 0,73 %                                    |
| Украинцы                                  | 1123                                      | 1,19 %                                    |
| Армяне                                    | 86                                        | 0,09 %                                    |
| Азербайджанцы                             | 85                                        | 0,09 %                                    |
| Татары                                    | 70                                        | 0,07 %                                    |
| Евреи                                     | 45                                        | 0,05 %                                    |
| Вьетнамцы                                 | 41                                        | 0,04 %                                    |
| Литовцы                                   | 41                                        | 0,04 %                                    |
| Молдаване                                 | 30                                        | 0,03 %                                    |
| Грузины                                   | 29                                        | 0,03 %                                    |

По переписи населения 1979 года, в Молодечно проживало 56 040 белорусов (77,9 %), 11 872 русских (16,5 %), 2130 украинцев (3 %), 1000 поляков (1,4 %), 411 евреев (0,6 %) и 503 представителя других национальностей.
В 2017 году коэффициент рождаемости в городе — 11,2 на 1000 человек (средний показатель по Республике Беларусь — 10,8), коэффициент смертности — 11,2 на 1000 человек (средний показатель по Республике Беларусь — 12,6). По уровню рождаемости город занимает 10-е место среди 23 городов с населением более 50 тысяч человек, по уровню смертности — 6—7-е, по уровню естественного прироста/убыли населения — 14-е. В 2017 году 17,6 % городского населения Молодечненского района (с Радошковичи и Чисть) было в возрасте моложе трудоспособного, 53 % — в трудоспособном возрасте, 29,4 % — в возрасте старше трудоспособного (средние показатели по стране — 17,7 %, 57,2 % и 25,1 %).

## Транспорт

### Автомобильный транспорт
Через Молодечно проходят республиканские автомобильные дороги Р28 (Минск-Молодечно-Нарочь), Р56 (Молодечно-Воложин), Р106 (Молодечно-Сморгонь).

### Железнодорожный транспорт
Строительство Либаво-Роменской железной дороги (1870-е годы) поспособствовало превращению небольшого городка в железнодорожный узел. В начале XX в. через Молодечно прошла ещё одна железная дорога — Бологое-Седлецкая, соединившая важные регионы Российской империи. Молодечно стал железнодорожным узлом. В 1907 году было возведено здание вокзала в стиле «модерн», сохранившееся до наших дней.
Молодечно — железнодорожный узел с направлениями на Минск, Вильнюс, Лиду и Полоцк. Пассажирскими поездами связан с Москвой, Санкт-Петербургом, Ригой, Калининградом, Гродно, Витебском и другими.

### Городской транспорт
Пассажирские перевозки по городу осуществляются автобусами различной вместимости. Кроме того, осуществляют перевозки пассажиров автотранспортом легковые такси и маршрутные такси. Грузовые и пассажирские перевозки в городе осуществляет — филиал «Автобусный парк № 4» ОАО «Миноблавтотранс».

## Органы власти
Представительным органом власти является Молодечненский районный Совет депутатов. Он состоит из 40 человек и избирается жителями по одномандатным округам. Срок полномочий 4 года.
Исполнительным и распорядительным органом власти является Молодечненский районный исполнительный комитет.

## Экономика
Структура промышленности города — это
предприятия машиностроения и машинообработки (Молодечненский станкостроительный завод и др.),
электротехническая промышленность,
пищевая промышленность,
деревоперерабатывающая промышленность,
производство строительных материалов,
мебели, 
лёгкая промышленность,
производство парфюмерии и
керамических изделий.
Цены на жильё в городе выше, чем в некоторых областных центрах страны. В первом квартале 2019 году рыночная цена 1 м² жилой недвижимости в городе составила 601 доллар (в Витебске, Могилёве и Гомеле — 580—584 доллара). На пике роста цен на недвижимость в 2014 году жильё в Молодечно достигало цены в 1000 долларов за 1 м².
- Молодечненский станкостроительный завод
- Завод железобетонных конструкций
- Молодечненский завод порошковой металлургии
- Молодечномебель

## Здравоохранение
Лечебно-профилактическую работу осуществляет Молодечненское территориально-медицинское объединение. Оно включает:
- Детскую больницу
- родильный дом и женскую консультацию
- районную больницу
- 2 городских больницы
- станцию скорой и неотложной медицинской помощи
- 3 городских поликлиники
- детскую поликлинику
- 2 городских стоматологических поликлиники
- детскую стоматологическую поликлинику
- кожно-венерологический диспансер
- противотуберкулёзный диспансер
- психоневрологический диспансер

## Образование

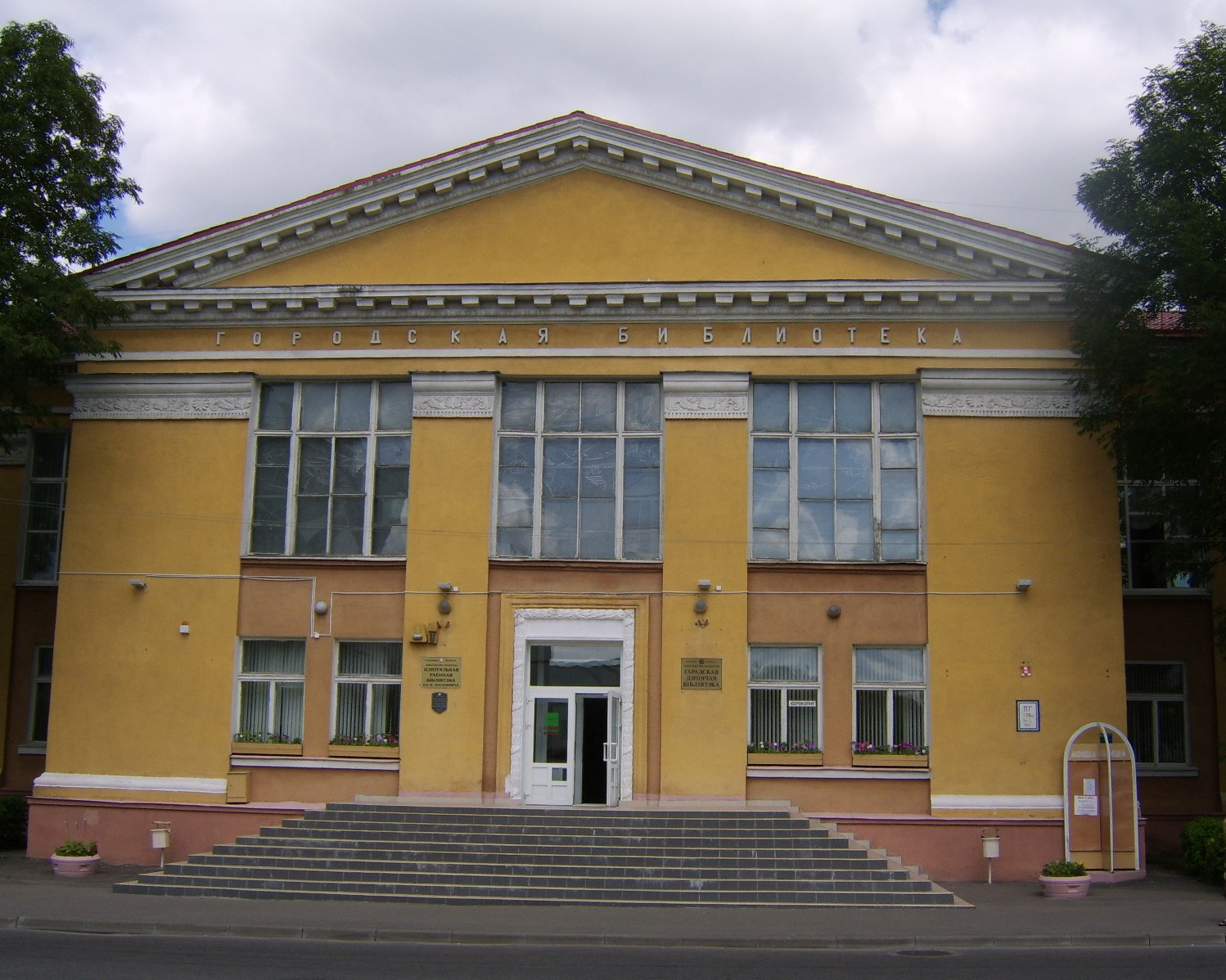
Центральная библиотека имени М. Богдановича

- 15 школ (из них 5 гимназий и 1 школа-детсад)
- Художественная школа
- Детская школа искусств
- Детская школа духовых инструментов
- 7 публичных библиотек

Действует 6 учреждений среднего специального и профессионально-технического образования:
- Молодечненский государственный колледж
- Молодечненский государственный политехнический колледж
- Молодечненский государственный медицинский колледж имени И. В. Залуцкого
- Молодечненский государственный музыкальный колледж имени М. К. Огинского
- Молодечненский торгово-экономический колледж Белкоопсоюза
- Гимназия-колледж искусств г. Молодечно

## Физкультура и спорт

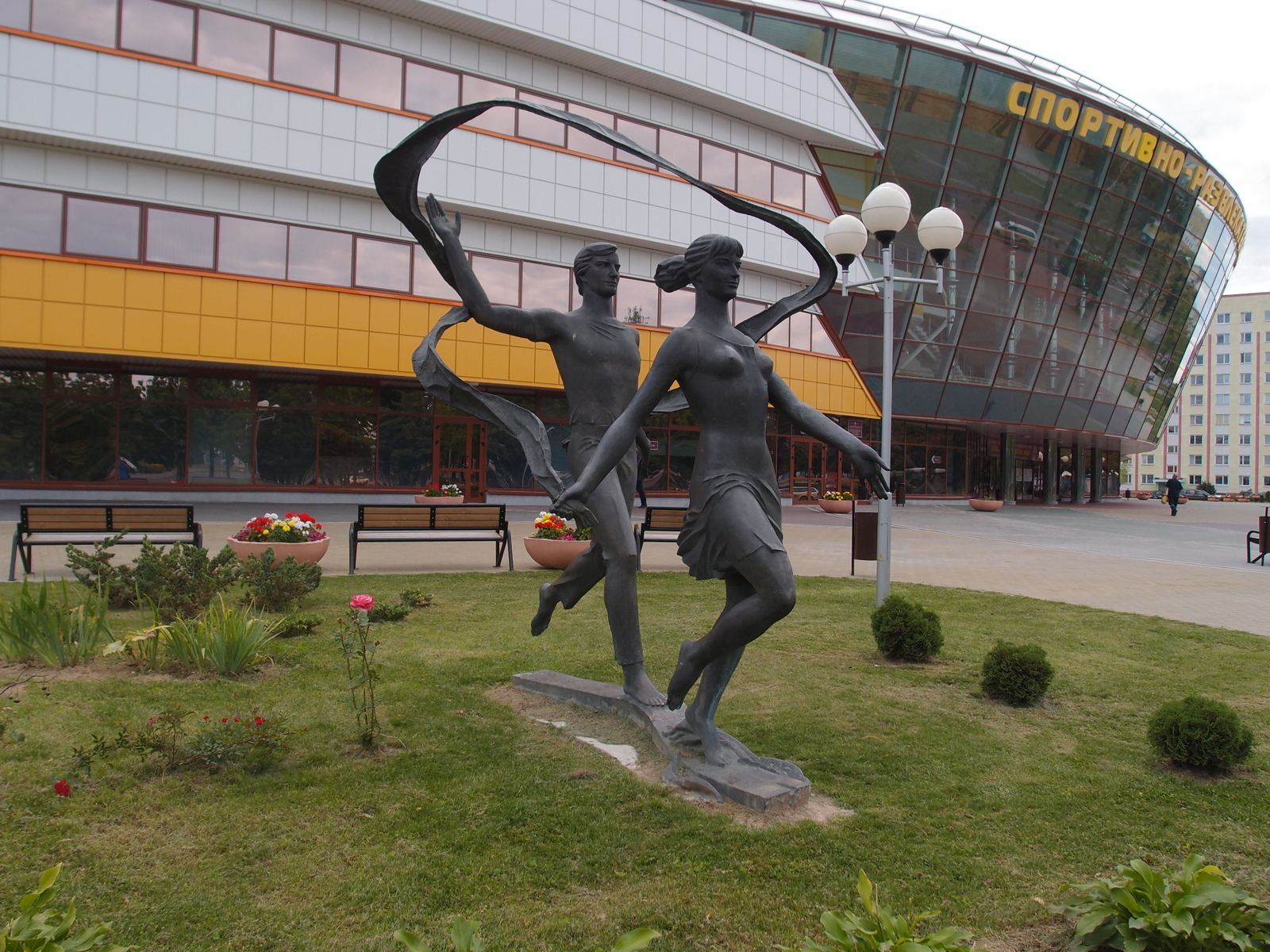
Спортивно-развлекательный центр

Для организации физкультурно-оздоровительной и спортивной работы в Молодечненском районе имеется, независимо от ведомственной принадлежности, 124 стандартных спортивных объекта: 3 стадиона, 1 ледовая арена, 37 спортивных залов, 9 плавательных бассейнов, из них один с элементами аквапарка, 4 мини-бассейна, легкоатлетический манеж, лыжероллерная трасса, 6 площадок для игры в пляжный волейбол, 3 мини-футбольных поля с искусственным покрытием, 2 физкультурно-оздоровительных комплекса в агрогородках Березинское и Лебедево, конноспортивный комплекс в аг. Полочаны, а также 23 плоскостных сооружения и 29 помещений, приспособленных для занятий физической культурой и спортом.
В районе развивается 40 видов спорта, 20 из них — виды спорта, входящие в программу Олимпийских Игр. Такие виды как фехтование, вольная борьба и хоккей начали развиваться в текущем олимпийском цикле.
В семи детско-юношеских спортивных школах района в настоящее время занимается 2460 учащихся, из них 420 в сельской местности. С ними работают 106 тренеров. Из числа занимающихся в спортивных школах 65 человек входят в состав сборных команд Республики Беларусь.
В городе функционируют следующие учреждения:
- «Городской стадион Молодечно», вместимость 4800 зрителей (футбол);
- «Ледовый дворец Молодечно»; вместимость 2200 зрителей (многопрофильная спортивно-развлекательная арена);
- Белорусская федерация городошного спорта;
- Государственное специализированное учебно-спортивное учреждение «ДЮСШ № 1 г .Молодечно» (борьба греко-римская, бокс, велоспорт, настольный теннис);
- Государственное специализированное учебно-спортивное учреждение «ДЮСШ № 2 г .Молодечно» (лыжный спорт, конный спорт, плавание);
- Государственное специализированное учебно-спортивное учреждение «ДЮСШ № 3 г .Молодечно» (лёгкая атлетика, тяжёлая атлетика, гиревой спорт, таэквондо);
- Государственное специализированное учебно-спортивное учреждение «ДЮСШ № 4 г .Молодечно» (футбол);
- Учреждение «Молодечненская КДЮСШ профсоюзов» (Плавание, спортивная гимнастика, городошный спорт);
- Учреждение «ДЮСШ ОФП Молодечненского районного комитета профсоюза работников агропромышленного комплекса» (Футбол, волейбол, баскетбол, кикбоксинг, ушу, таиландский бокс).

В районе работают 12 клубов по спортивным интересам различных форм собственности. Развлекательный комплекс «Триоцентр» включает в себя два зала аэробики, тренажёрный зал, бильярдный зал, солярий, инфракрасную сауну, детский развлекательный комплекс. Свою базу для организации физкультурно-оздоровительного процесса имеют бильярдный клуб «Каролина», фитнес клуб «Мандарин», клуб единоборств «Гладиатор». Клубы проводят оздоровительную работу с населением нашего региона.
Команды, представляющие Молодечно в различных видах спорта:
- Футбол: футбольный клуб «Молодечно»; футбольный клуб «Забудова-2007».
- Хоккей: хоккейный клуб Динамо-Молодечно.
- Танцевальный спорт: Танцевально-спортивный клуб «Starway», основанный в 2019 году на базе СШ№ 14.

## Культура

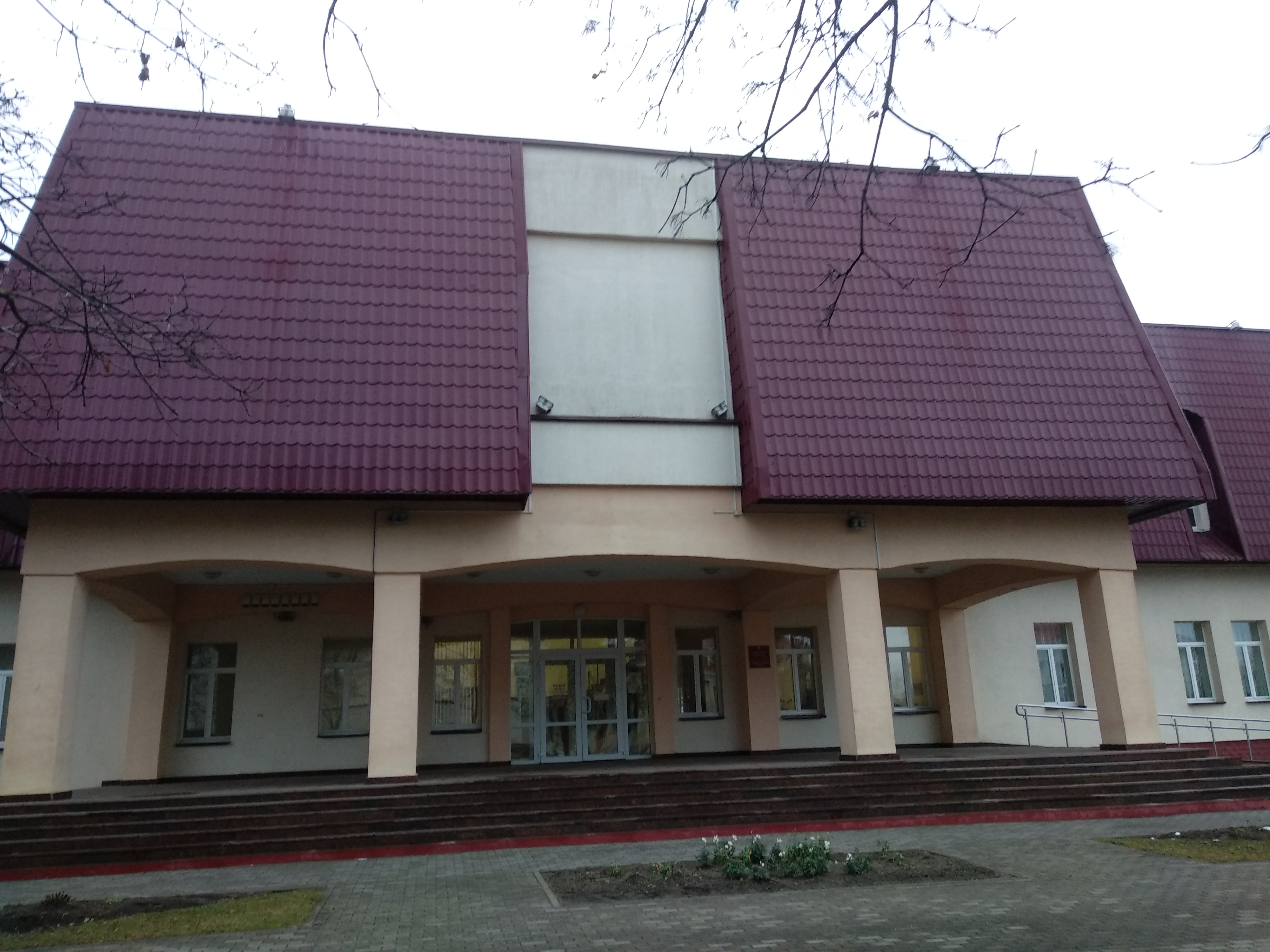
Минский областной краеведческий музей

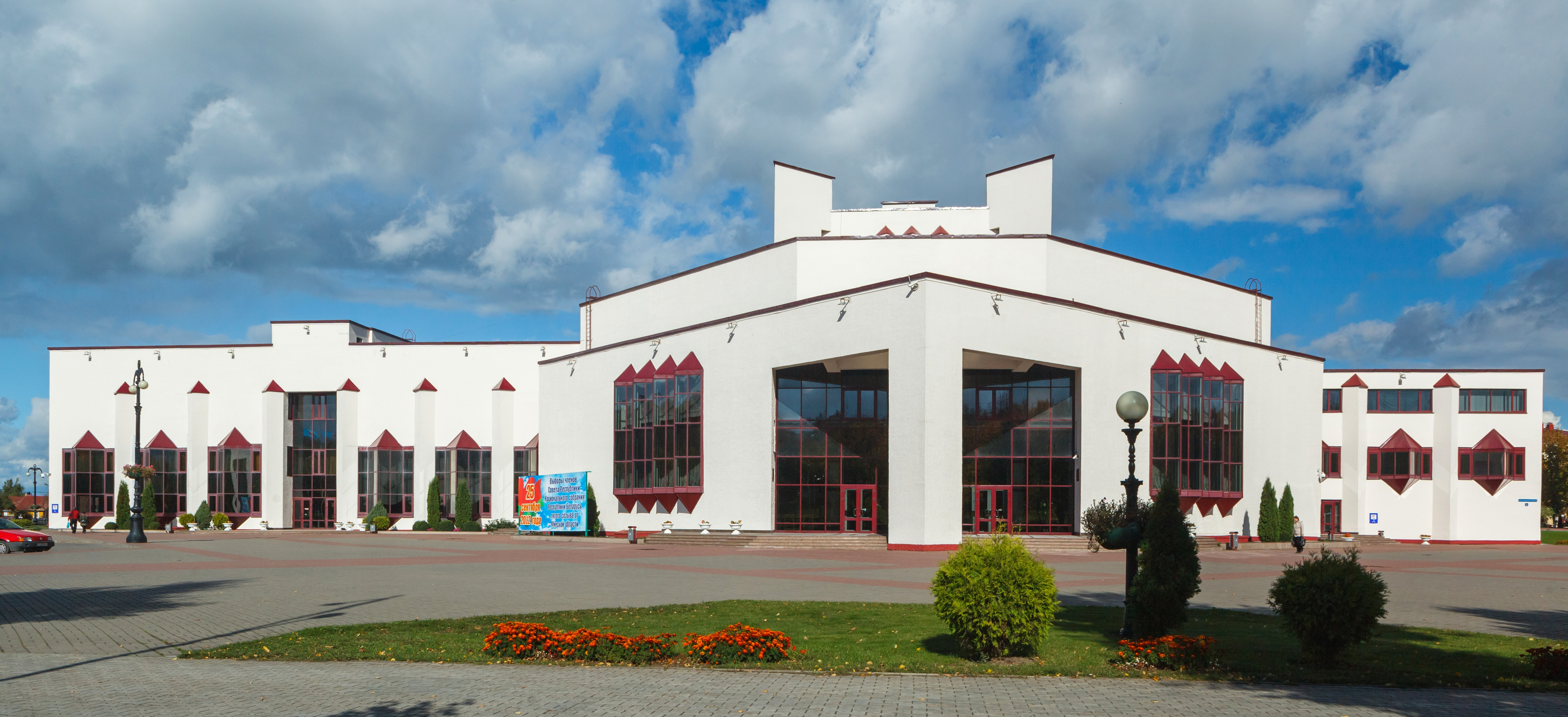
Дворец культуры

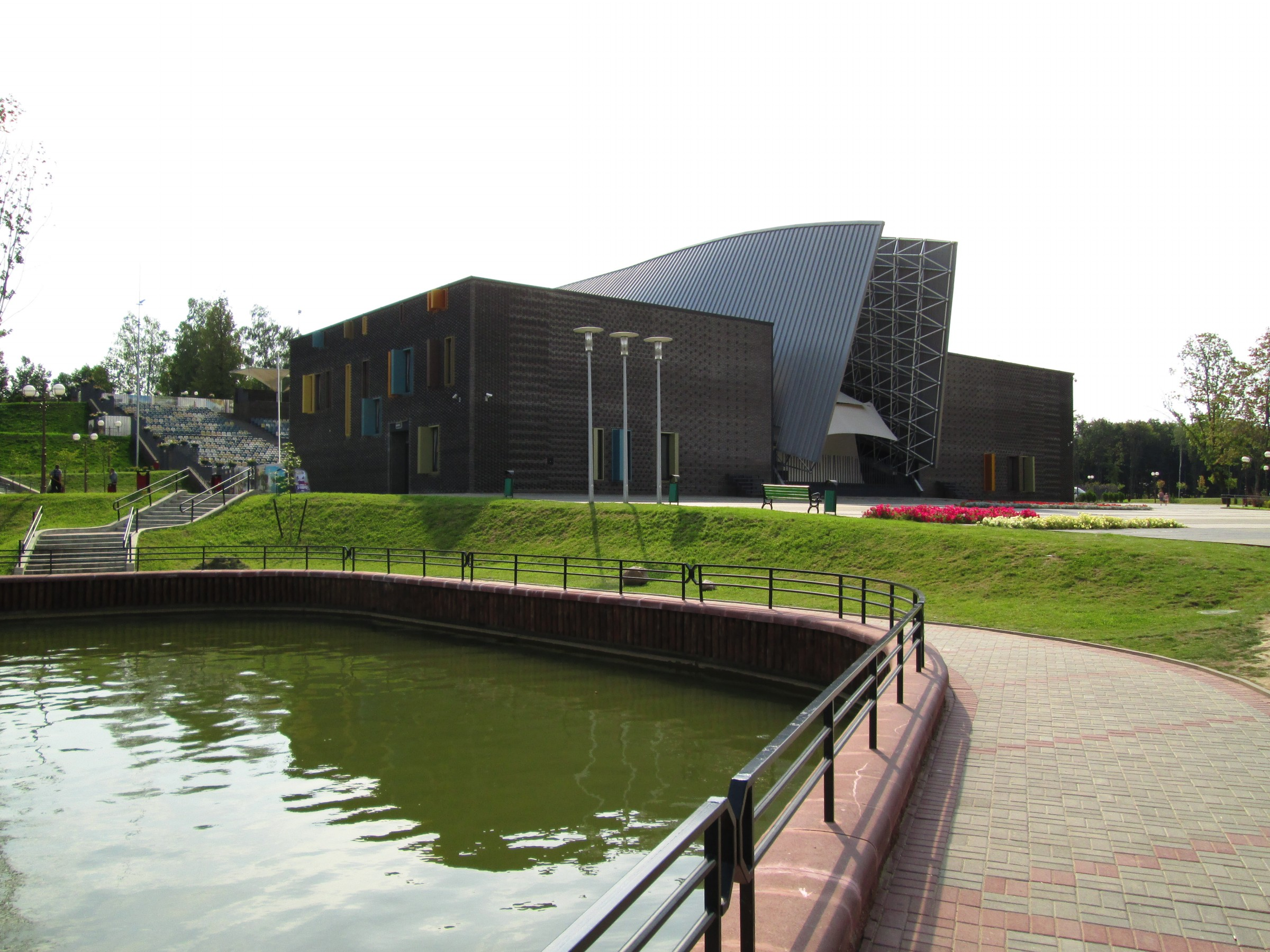
Летний амфитеатр

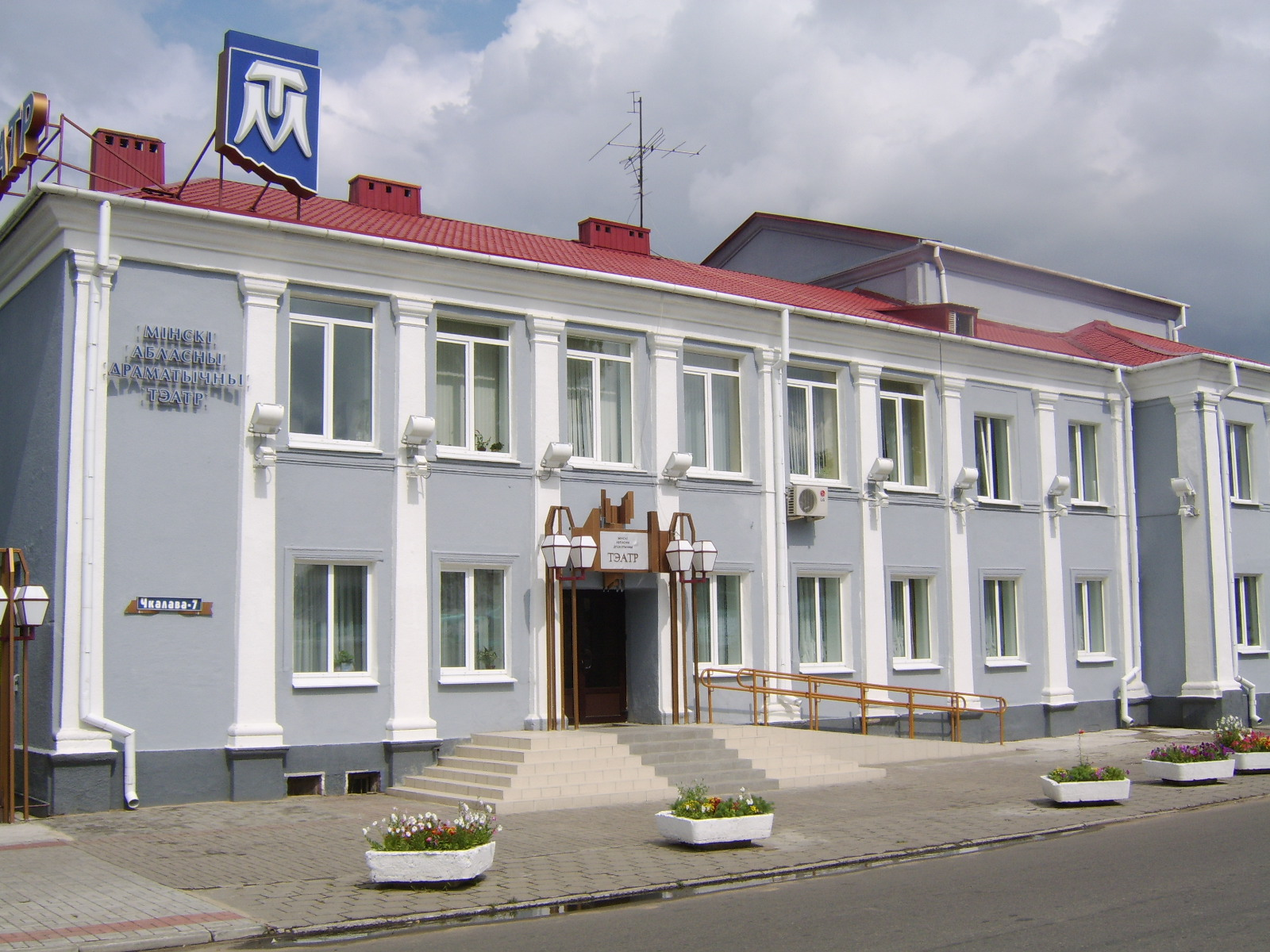
Минский областной драмтеатр

Молодечно по праву считают культурным центром Минщины. В нём работают более 20 учреждений культуры и искусства, в том числе Минский областной краеведческий музей, Минский областной драматический театр, Минский областной театр кукол «Батлейка». На площадках Дворца культуры и Летнего амфитеатра проводится около 500 мероприятий в год.
Дворец культуры работает с 2002 года, в котором проводятся конкурс юных исполнителей эстрадной песни «Маладзічок», Республиканский турнир по спортивным бальным танцам «Кубок Молодечно».
Традиционным стало проведение в Молодечно республиканского фестиваля белорусской песни и поэзии, республиканского театрального фестиваля «Маладзечанская сакавіца», областных праздников «Маладзечанскі кірмаш», конкурса высокой моды «Золотые ножницы» и др.
Расположены также Дворец культуры железнодорожников, кинотеатр «Родина» (здание построено в 1952 году), в котором имеется 2 зала на 286 мест.
Развита сцена современной альтернативной рок-музыки.

### В кинематографии
В городе проходили съёмки фильма «Незабытая песня» и сериала «Команда».

### В литературе
С 2000 года издаётся историко-краеведческий и литературно-художественный альманах «Куфэрак Віленшчыны».
В 2023 году постановлением Министерства культуры Республики Беларусь № 80 от 30 мая 2023 года статус нематериальной историко-культурной ценности присвоен элементу «Культура белорусской дуды на Минщине» в г. Молодечно.  

## События и мероприятия

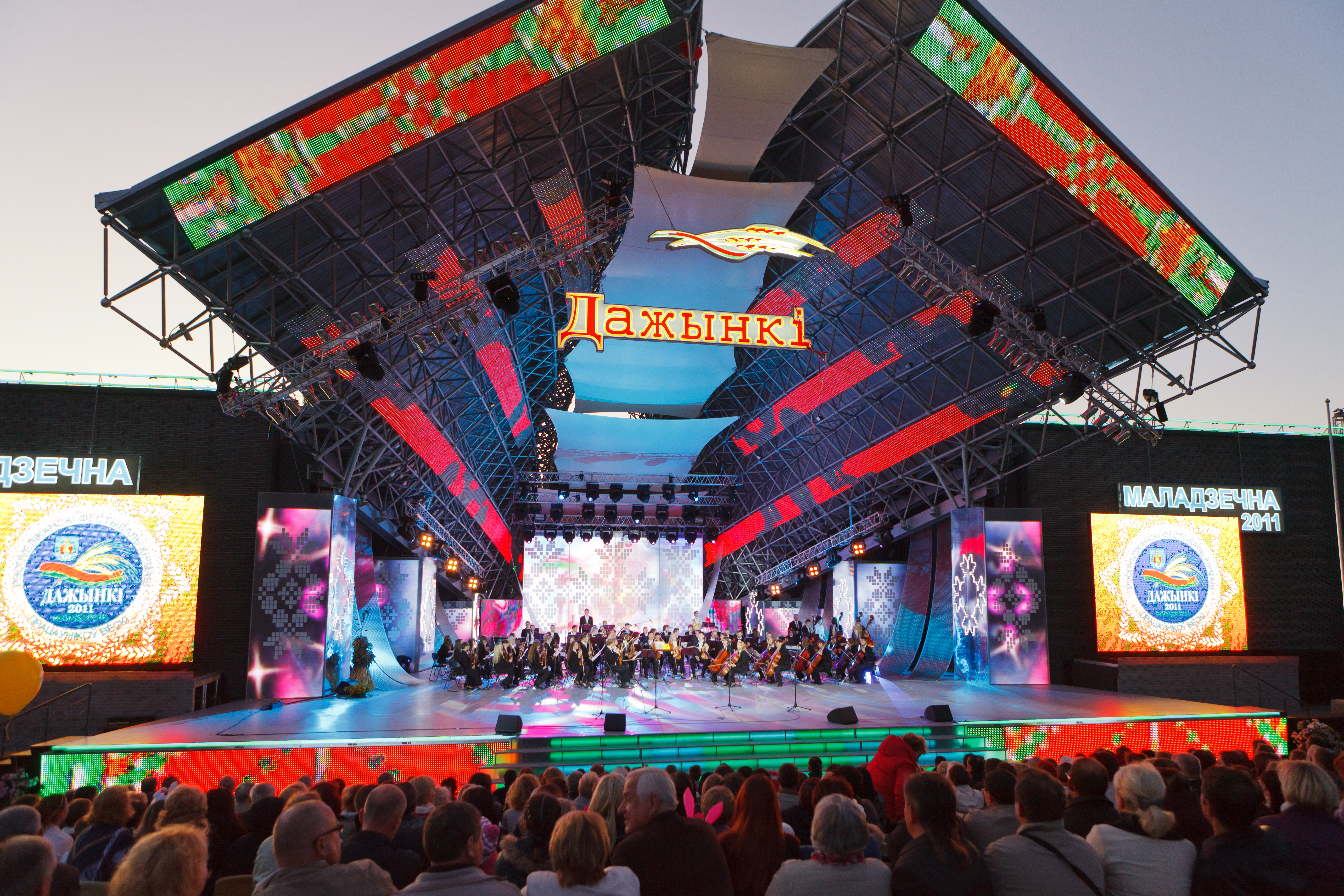
Фестиваль «Дажынкi-2011» в Молодечно

### События
- В 2016 году Молодечно объявлен Культурной столицей Республики Беларусь[59][60]
- 15 июня 2019 года Молодечно принял эстафету огня II Европейских игр[69]
- В 2027 году Молодечно — Культурная столица СНГ[218][219]

### Мероприятия
- Конкурс высокой моды «Золотые ножницы»[68]
- Областной праздник «Маладзечанскі кірмаш»[68]
- Конкурс «Зоркі Маладзечна»[220]
- Открытый конкурс юных исполнителей эстрадной песни «Маладзічок»[221]
- Республиканский турнир по спортивным бальным танцам «Кубок Молодечно»[214]
- Открытый конкурс хореографического искусства «KРОПKA»
- 24-26 августа 2012 года — X Республиканский экологический форум в Молодечно[222]
- С 4 по 14 августа 2023 года в Беларуси прошли II Игры стран СНГ 2023[140]. Состязания прошли в 11 городах Беларуси по 20 видам спорта. Молодечно определён местом проведения Игр по пляжному волейболу. Место проведения — площадки пляжного волейбола в парке культуры и отдыха имени Победы ГУ «Физкультурно-спортивный клуб «Огонек» (Указ Президента Республики Беларусь от 13 мая 2023 года № 134[141])[142][223].
- 19-29 февраля 2024 года — X форум молодых композиторов Беларуси и стран СНГ имени М. К. Огинского[224].
- Чемпионат мира по городошному спорту (август, 2024). Спортивно-развлекательный комплекс «Олимпик-2011».

### Фестиваль
- В 2011 году прошёл республиканский фестиваль «Дажынкi»[51][52]
- Национальный фестиваль белорусской песни и поэзии «Маладзечна»[225]
- Республиканский театральный фестиваль «Маладзечанская сакавіца»[212]
- В 2006 и 2013 гг. Молодечно стал местом проведения фестиваля «Адна зямля»
- Фестиваль вокально-инструментальных ансамблей, рок-групп и кавер-бендов «ВИА-Фест» (Летний амфитеатр)[134]
- Районный фестиваль-конкурс среди учащейся молодёжи «ДВиЖ»
- Фестиваль-конкурс джазовой и эстрадной музыки «ДЖАЗ МОЛО»[226]

## Религия

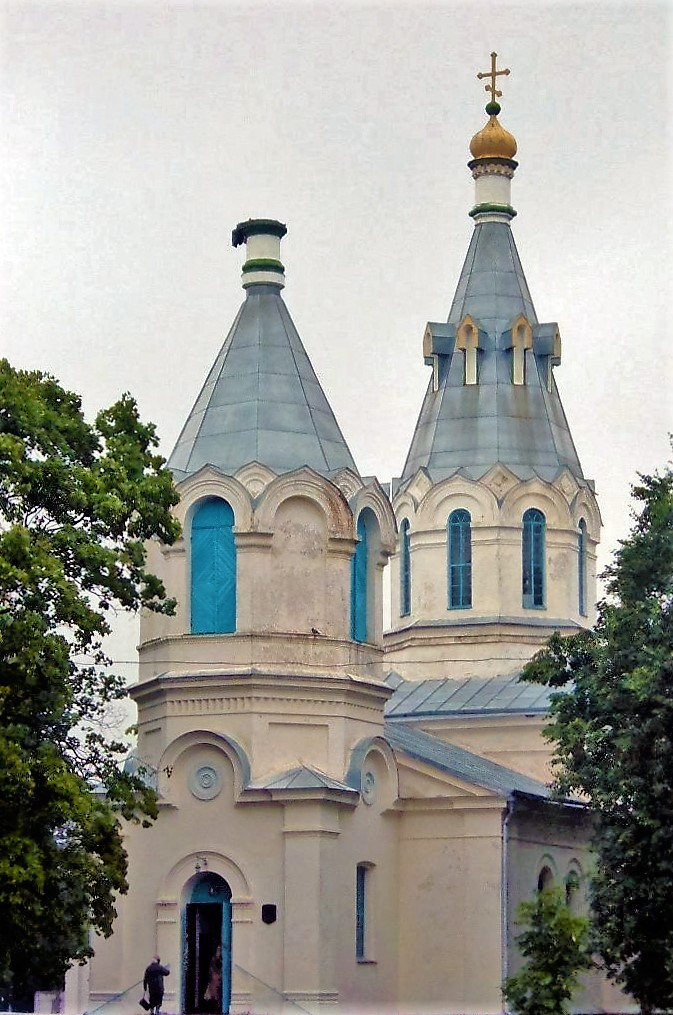
Церковь Покрова Пресвятой Богородицы

В Молодечненском районе зарегистрированы 50 религиозных общин — 27 православных, 10 католических, 7 — христиан веры евангельской, 2 — евангельских христиан-баптистов, 1 — адвентистов седьмого дня, 1 греко-католическая, 1 иудейская, 1 мусульманская.
Сведения о религиозных общинах г. Молодечно:

### Православные
Белорусская Православная Церковь:
- Храм Покрова Пресвятой Богородицы
- Кафедральный собор Успения Пресвятой Богородицы
- Храм великомученика Георгия Победоносца
- Храм Рождества Христова

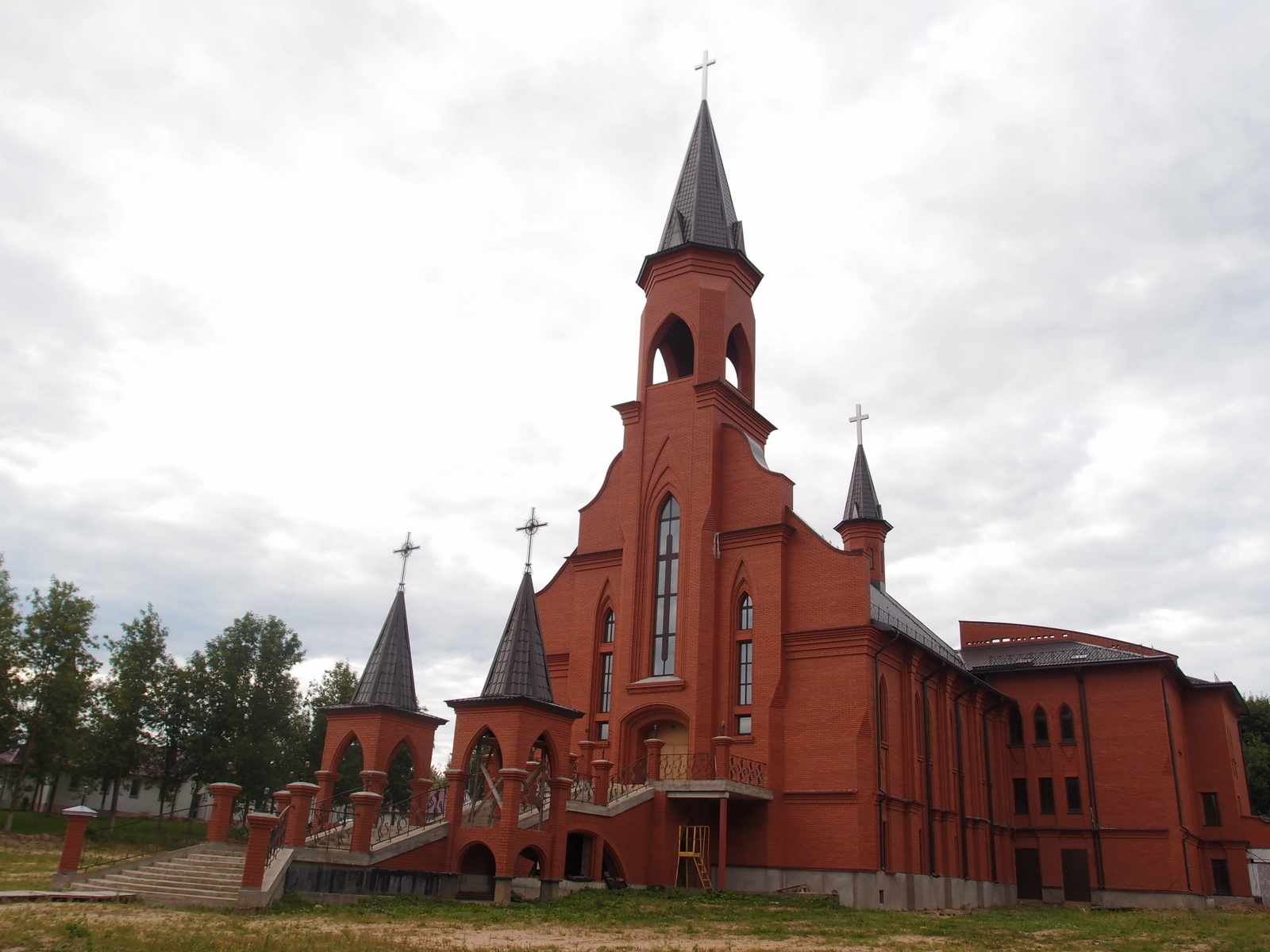
Костёл Святого Казимира

- Костёл Святого КазимираХрам св. Праотец прихода Рождества Христова
- Храм Всех Святых
- Храм Успения Пресвятой Богородицы
- Часовня Успения Пресвятой Богородицы

### Римско-Католические

Костёл Св. Иосифа

Римско-Католическая Церковь:
- Костёл Святого Казимира[228]
- Костёл Святого Иосифа

### Греко-Католические
Белорусская грекокатолическая церковь:
- Греко-католический приход Христа Человеколюбца

### Протестантские
Христиане Веры Евангельской:
- Церковь христиан веры евангельской «Крыніца Жыцця»
- Церковь христиан веры евангельской «Вифания»
- Церковь христиан веры евангельской «Весть Спасения»
- Церковь христиан веры евангельской «Полного Евангелия» (ЦПЕ)

Евангельские христиане-баптисты:
- «Церковь евангельских христиан-баптистов»

Церковь адвентистов седьмого дня

### Иудаизм
Город (а ранее местечко) Молодечно располагается в ареале традиционного расселения евреев-ашкеназов. В 1847 году в Молодечно насчитывался 251 еврей, в последующие годы численность еврейской общины росла, однако в ходе Первой мировой войны, когда Молодечно оказалось вблизи линии фронта, значительная часть еврейского населения была выселена в глубь страны, а потому, после того как Западная Беларусь отошла к Польше, по переписи 1921 года в Молодечно из 1997 жителей лишь 387 были учтены как указавшие родным языком идиш. Однако уже перепись 1931 года насчитала 2551 жителя, указавшего родным языком идиш (21 % населения Молодечно). В результате начала Второй мировой войны в 1939 году Молодечно вошло в состав Белоруссии и численность еврейского населения города значительно выросла за счёт евреев-беженцев с территории Польши, оказавшейся под немецкой оккупацией.
В 1941 году Молодечно было оккупировано немецко-фашистскими захватчиками, евреи города были согнаны в гетто. Уже в июле-августе 1941 года около 300 евреев были убиты, около 800 — в начале ноября 1941 года, заключённые еврейского рабочего лагеря в июле 1943 года были вывезены в Вилейку и там расстреляны.
Небольшая выжившая часть еврейской общины возвратились в Молодечно после окончания Великой Отечественной войны. По переписи 1959 года в городе насчитывался 381 еврей (1,5 % от общего количества населения), некоторое количество евреев жило в окрестностях города.
С началом Перестройки в СССР стало возможным возрождение еврейской жизни и в Молодечно, где были созданы иудейская религиозная община «Видуй» и несколько еврейских общественных организаций.

### Мусульманские
В Молодечно в начале XIX в. учился видный учёный-ориенталист Антон Мухлинский, который несколько своих работ посвятил жизни литовских и белорусских татар. В настоящее время мусульманская религиозная община в г. Молодечно насчитывает 46 человек, мечеть была открыта в 2002 году.

## Достопримечательности

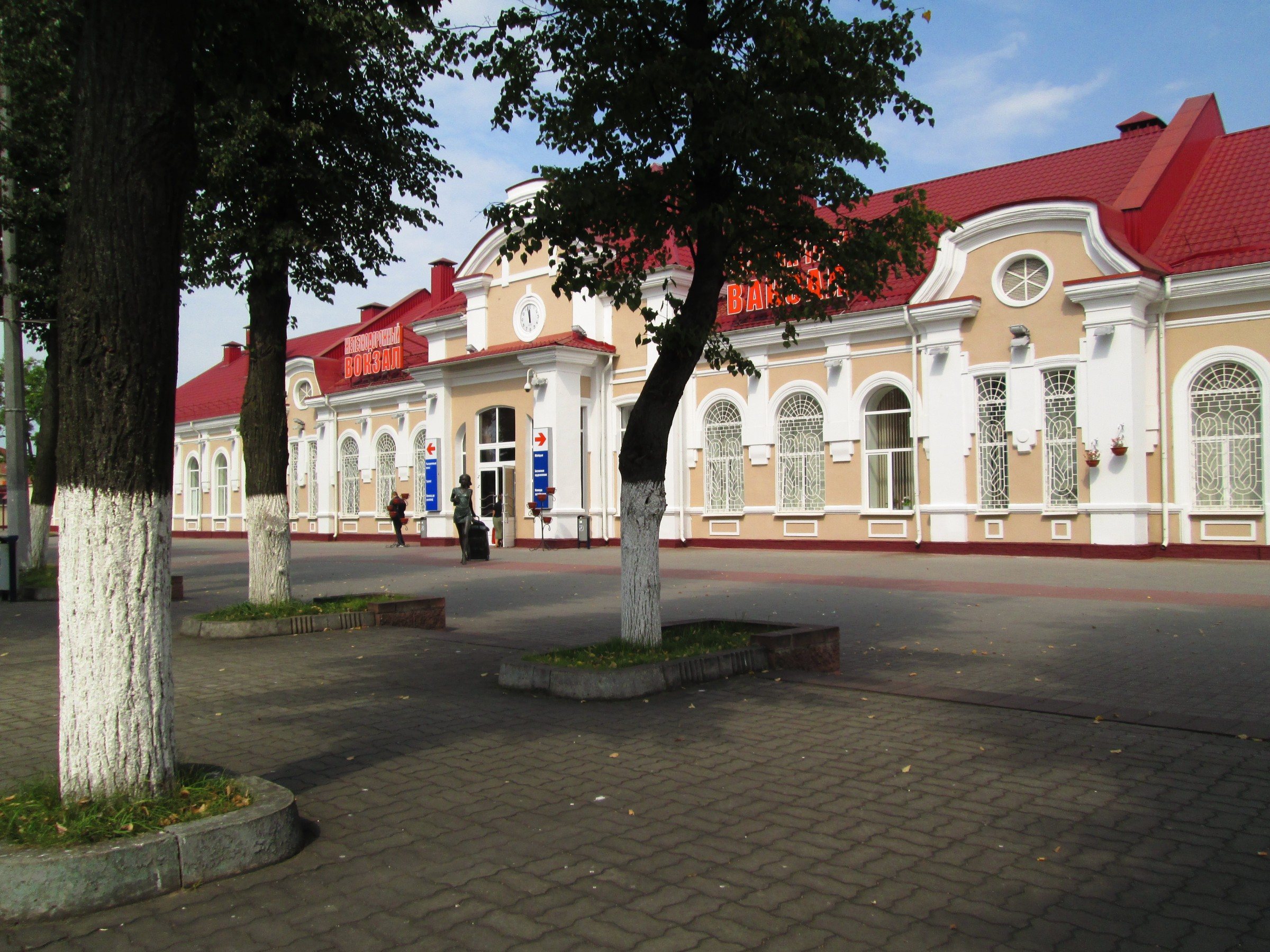
Железнодорожная станция Молодечно

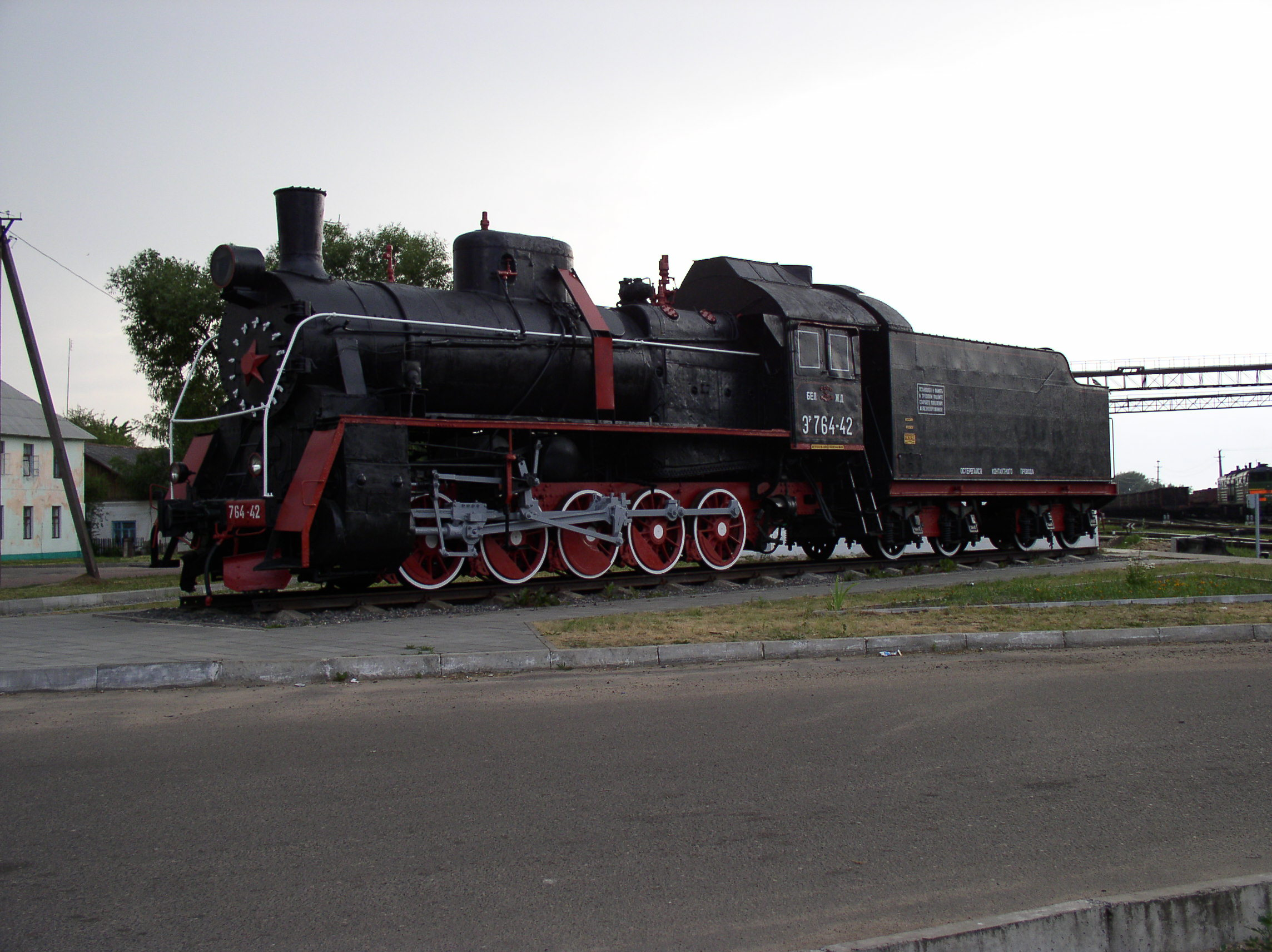
Памятник-паровоз

- Замчище. Городище (XV—XIX вв.) —  Историко-культурная ценность Республики Беларусь, шифр 613В000295. Расположен на северной окраине Молодечно.
- Корпус бывшего монастыря тринитариев (учительская семинария), 1762 год, ул. Замковая, 19 —  Историко-культурная ценность Республики Беларусь, шифр 612Г000294
- Здание (1954—1955 гг.), пл. Центральная, 2 —  Историко-культурная ценность Республики Беларусь, шифр 613Г000655
- Исторические постройки в городе (ХІХ — начало XX веков)
- Синагога (XIX—XX вв.)
- Семинария (1762)
- Свято-Покровская церковь (1867—1871)
- Железнодорожный вокзал (1907 год).
- Парк культуры и отдыха имени Победы.
- Пешеходная улица имени С. Притыцкого. От улицы Либаво-Роменская (в районе Привокзальной площади) до Центральной площади. Протяженность 700 м. Установлен новый символ города — часы.

### Памятник, скульптура
- Михаилу Клеофасу Огинскому — композитору и политическому деятелю Речи Посполитой
- Памятник В. И. Ленину
- Андрею Ивановичу Волынцу — Герою Советского Союза
- Николаю Ивановичу Ермоловичу — белорусскому историку и писателю
- Мемориальный комплекс в честь освободителейФёдору Григорьевичу Маркову

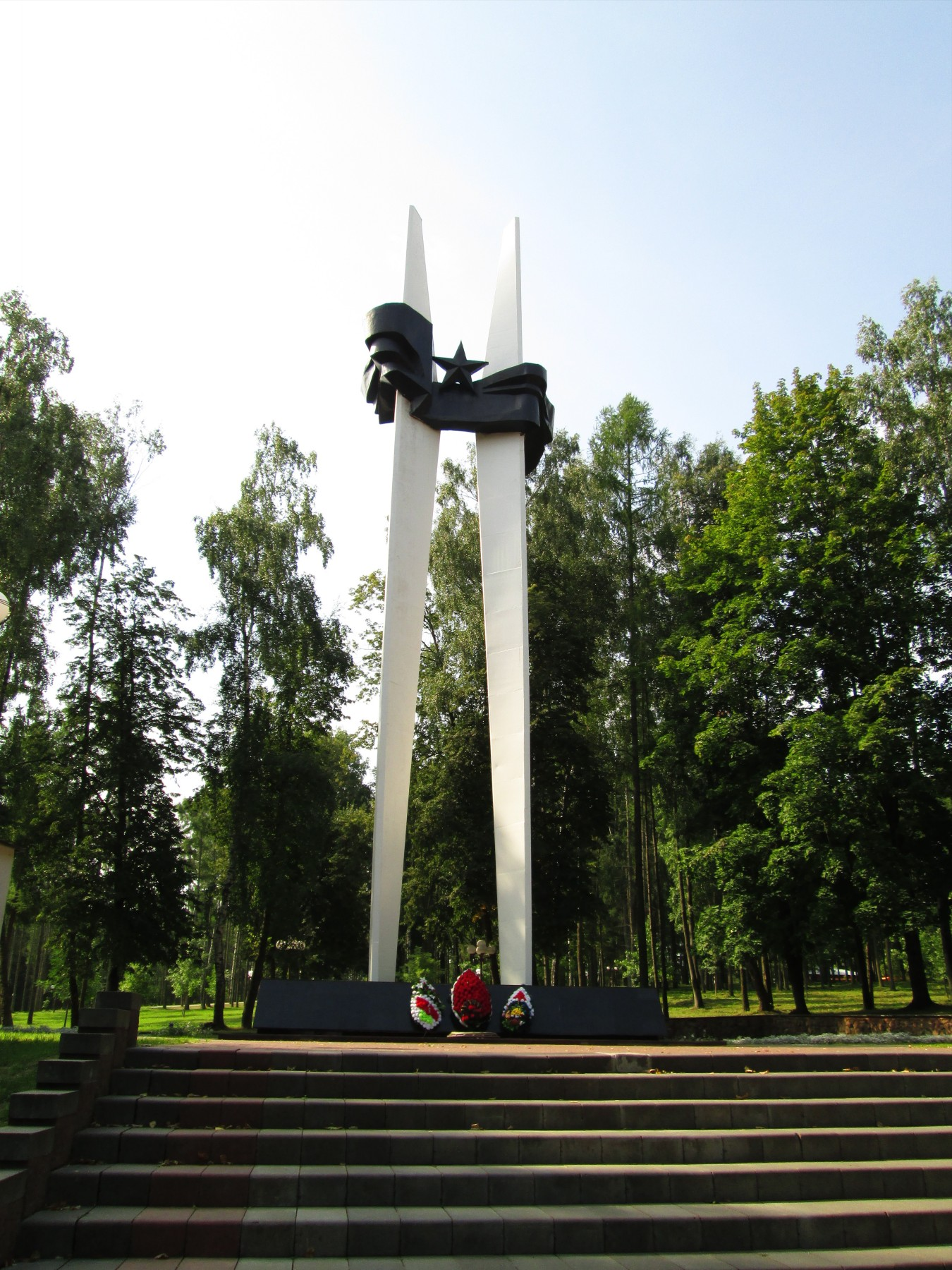
Мемориальный комплекс в честь освободителей

- Мученикам за свободу и независимость Беларуси. Камень впервые установлен на Центральной площади в 1993 году. Перенесён в 2010 году к городскому парку на пересечении улиц Машерова и Великий Гостинец. Накануне 3 июля 2013 года установлен в городском парке на тропе «Путь памяти».
- Мемориальная доска Михаилу Финбергу на фасаде Дворца культуры. Открыта 9 июня 2023 года во время Национального фестиваля белоруской песни и поэзии «Молодечно-2023»[232].
- Эмблема Национального фестиваля белорусской песни и поэзии у Дворца культуры[233].

### Воинские мемориалы
- Памятник в честь победы русских войск в Отечественной войне 1812 года в Молодечно.
- Братская могила (1941—1944), ул. Я. Дроздовича, в сквере —  Историко-культурная ценность Республики Беларусь, шифр 613Д000296.
- Мемориальный комплекс «Шталаг 342».
- Мемориальный комплекс в честь освободителей в парке Победы. Основой мемориала служат два бетонных обелиска высотой 25 м, соединенных вверху пятиконечной звездой и лентой. Обелиски символизируют содружество войск 3-го Белорусского фронта и партизанских бригад имени Фрунзе и «За советскую Беларусь», которые 5 июля 1944 г. освободили город от оккупантов. К обелискам ведут две архитектурные стенки с бронзовыми барельефами. На барельефах изображены эпизоды боев за город. Широкая лестница ведет к вечному огню. Комплекс открыт в декабре 1982 года, скульпторы — И. Н. Глебов и А. М. Заспицкий, архитекторы — Ю. И. Казаков и Ю. Б. Беланович.
- Памятный знак освободителям города. Памятник в честь войск 3-го Белорусского фронта, освободивши город 5 июля 1944 года, установлен на привокзальной площади железнодорожного вокзала станции Молодечно. Автор — Заир Азгур.

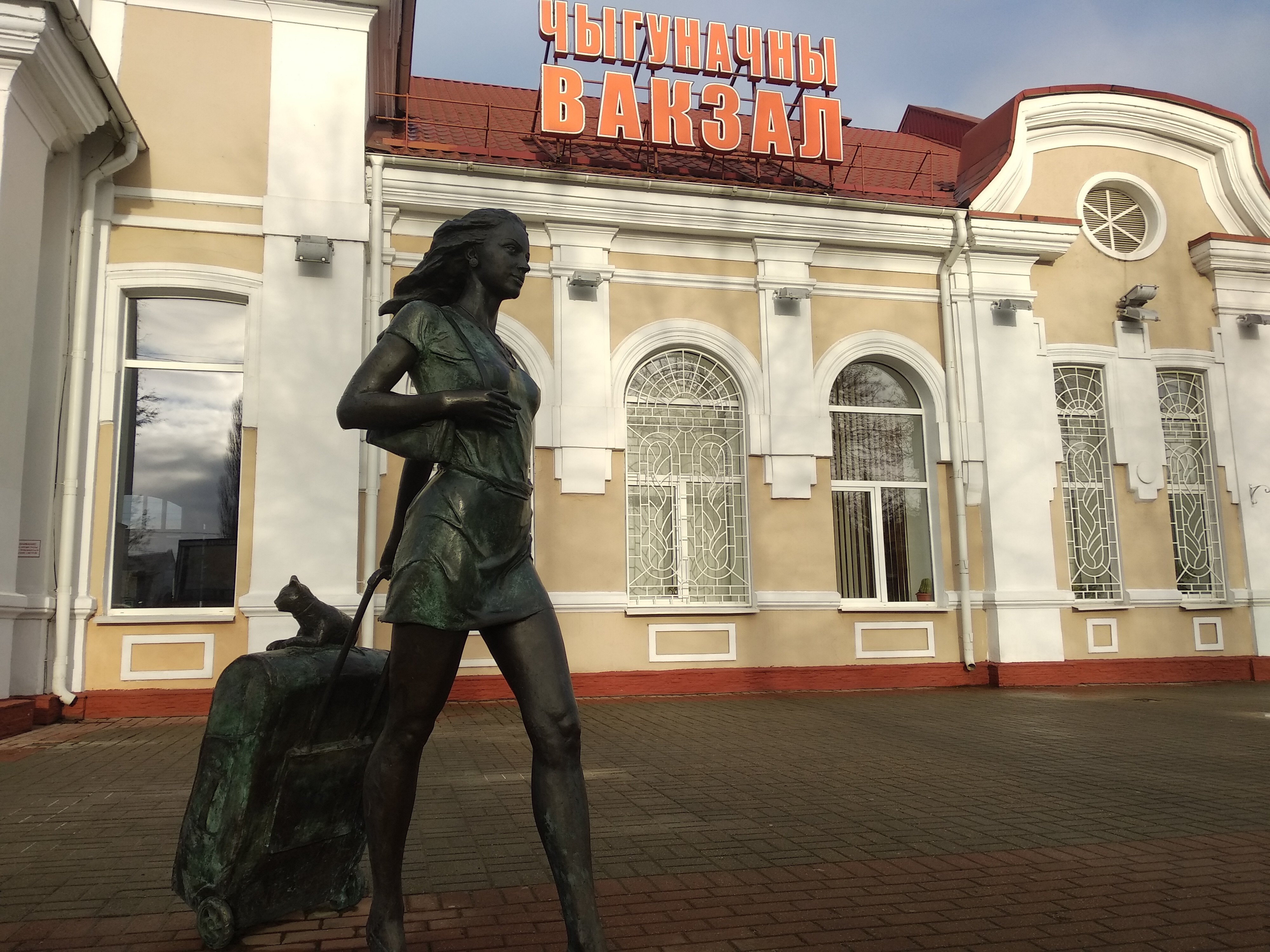
Скульптура «Пассажир»

- Скульптура «Пассажир»Мемориал «Стена Памяти». Установлен в 1989 году по ул. Волынца в память земляков, погибших в годы войны. На стене из красного кирпича смонтированы памятные доски с именами павших и захороненных в других местах молодечненцах. Архитектор — Ю. Б. Белонович.
- Стела в парке Победы. Стела в честь войск и партизанских соединений, освобождавших город от немецко-фашистских войск установлена в 1968 году по проекту архитектора А. П. Строчая.
- Памятник воинам-интернационалистам.

### Архитектурные формы
- Скульптура «Спортсмены».
- Скульптура «Покров Пресвятой Богородицы». Вертикальная монументальная стела с изображением Богоматери. Расположена в Восточном микрорайоне на въезде со стороны Минска (2011; архитектор Армен Сардаров, скульптор Александр Финский).
- Скульптура «Пассажир». Расположена на железнодорожной станции.
- Скульптура «Человек-дерево».
- Скульптура-фонтан «Золотой Трилистник» со скульптурной группой под названием «Папараць-кветка» на Центральной площади (2011; скульптор Владимир Жбанов)
- Скульптура «Глашатай» (белор. «Вястун»). Изображает глашатого с письмом в руках от князя Дмитрия князю Ягайло с первым упоминанием о Молодечно, на площади Старое Место. Открыта 28 ноября 2011 года. Авторы Владимир Жбанов и Ярослав Филиппович.

### Утраченное наследие[234]
- Триумфальная арка 86-го полка (1920-е годы).
- Военное польское кладбище с останками солдат Первой мировой войны (1930).
- Униатская церковь (XVІІI век).
- Костёл (первая половина XX века).
- Дворец Огинских (XVІІI век).
- Церковь (XVI век).

## Галерея

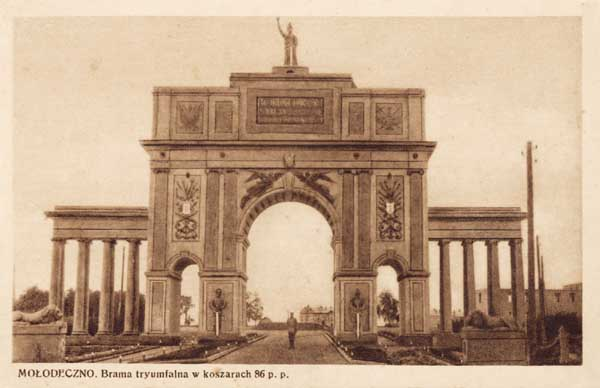
Брама Триумфальная. Ретро
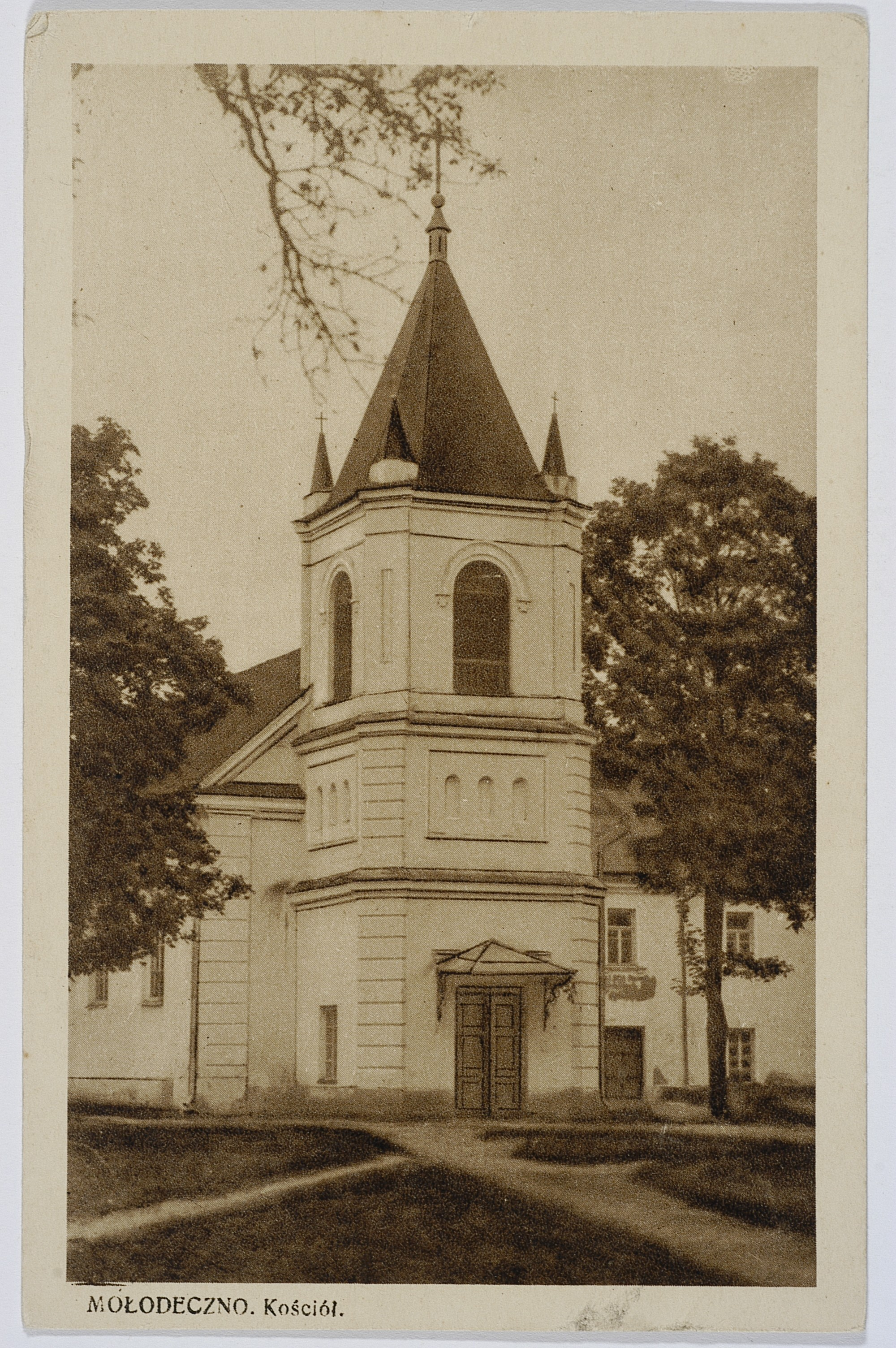
Костёл и монастырь тринитариев. Ретро
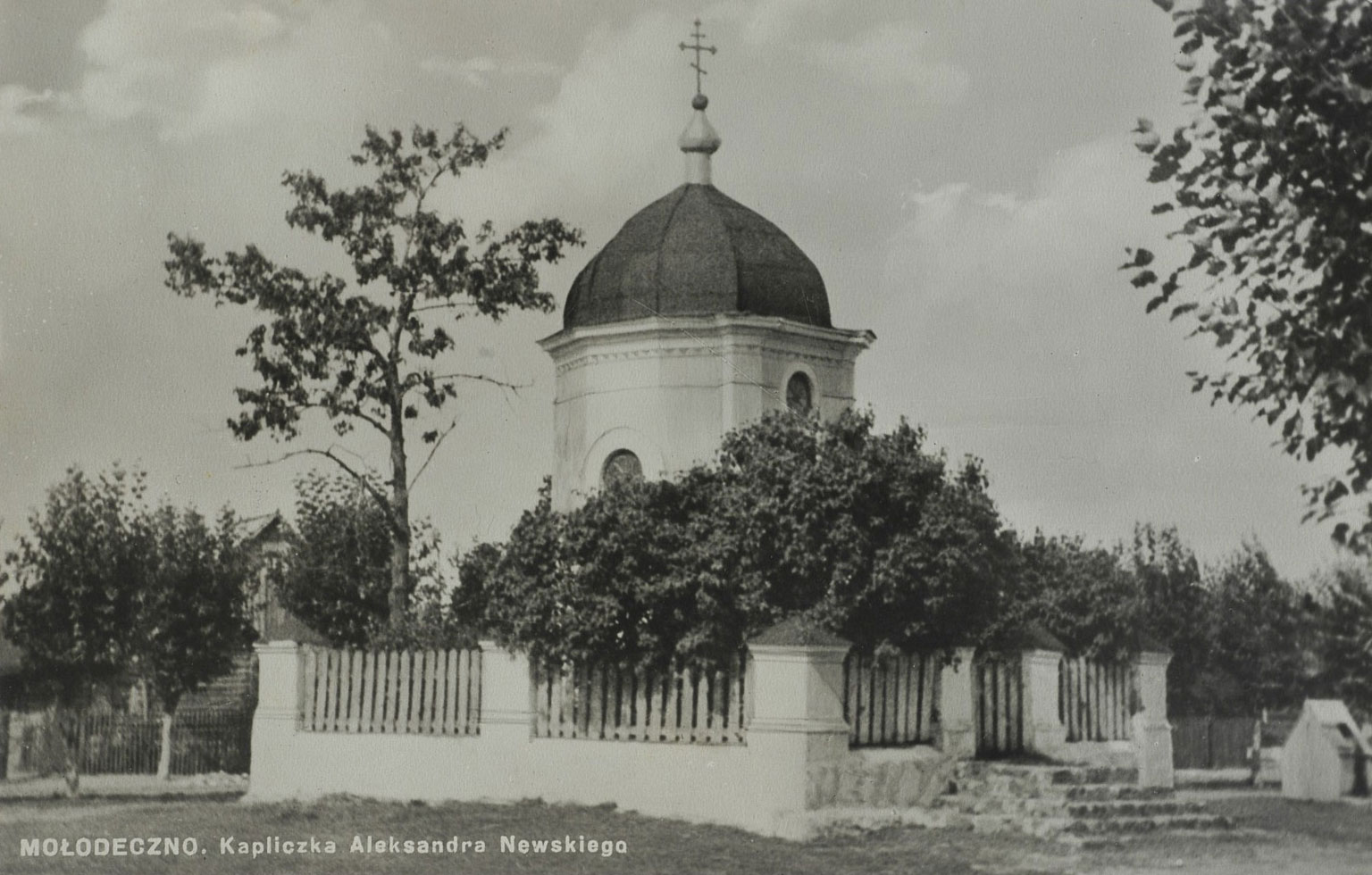
Часовня. Ретро
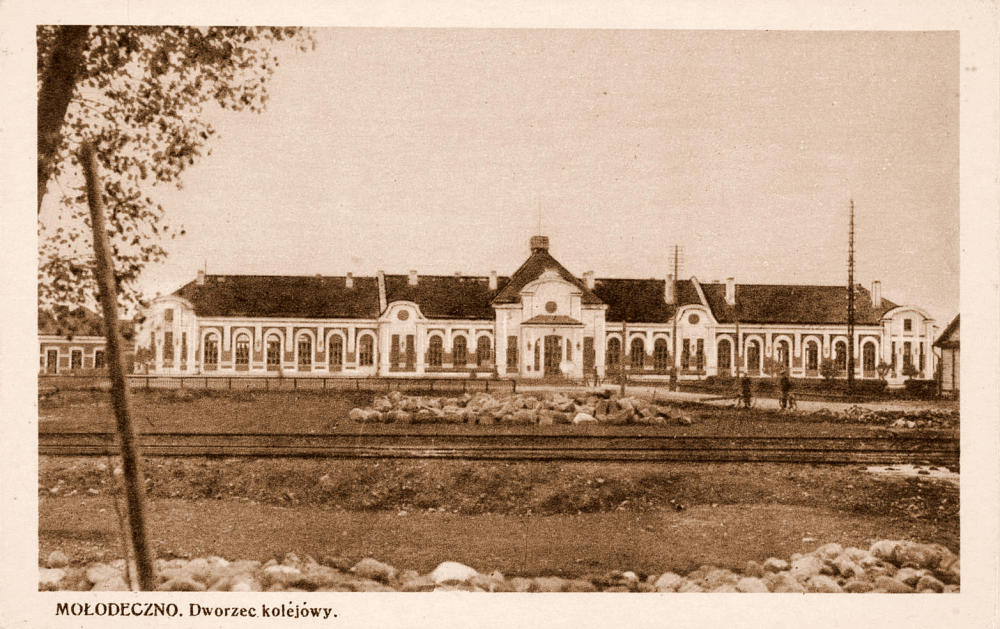
Железнодорожная станция. Ретро
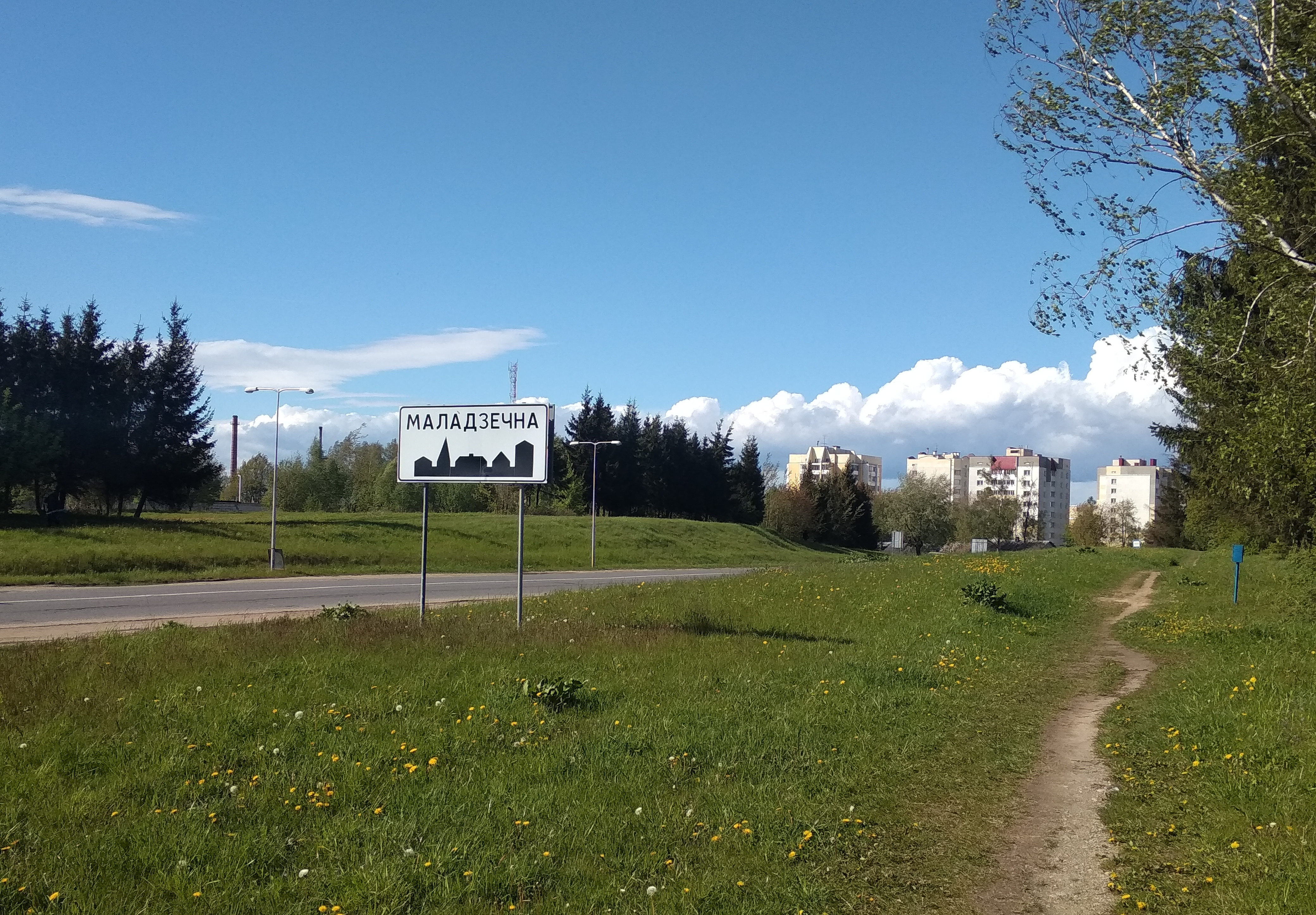
Вид на въезде в город
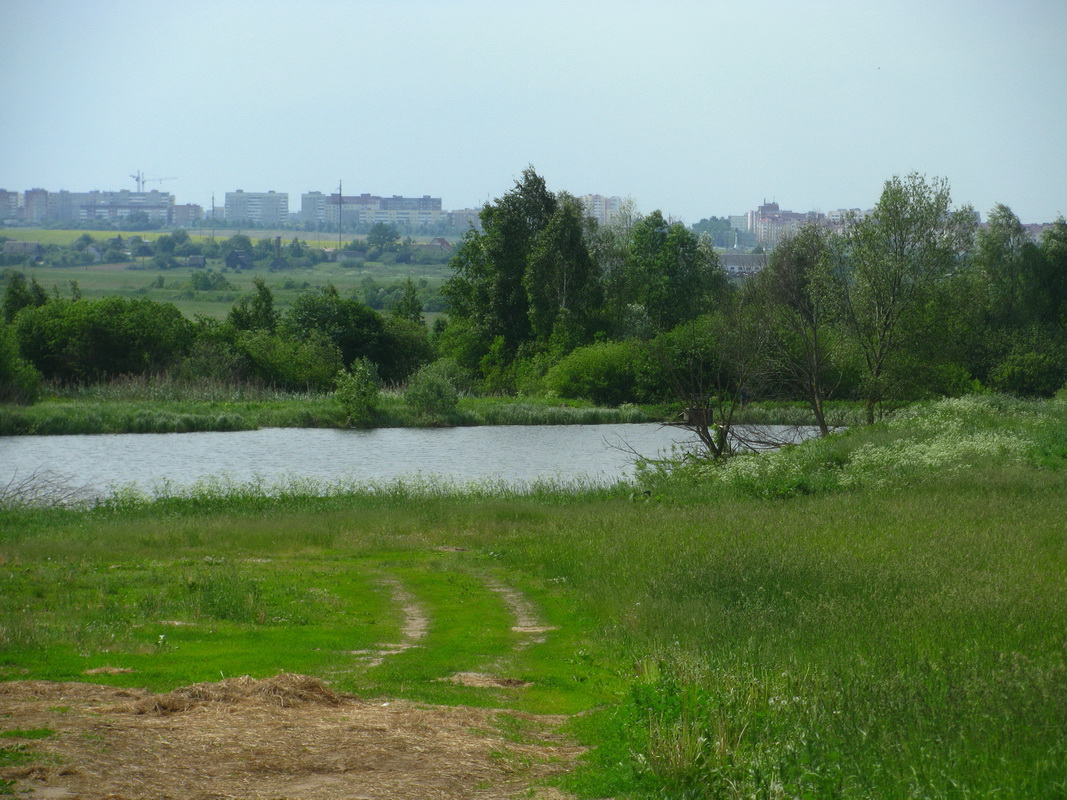
Вид на город с посёлка Выверы
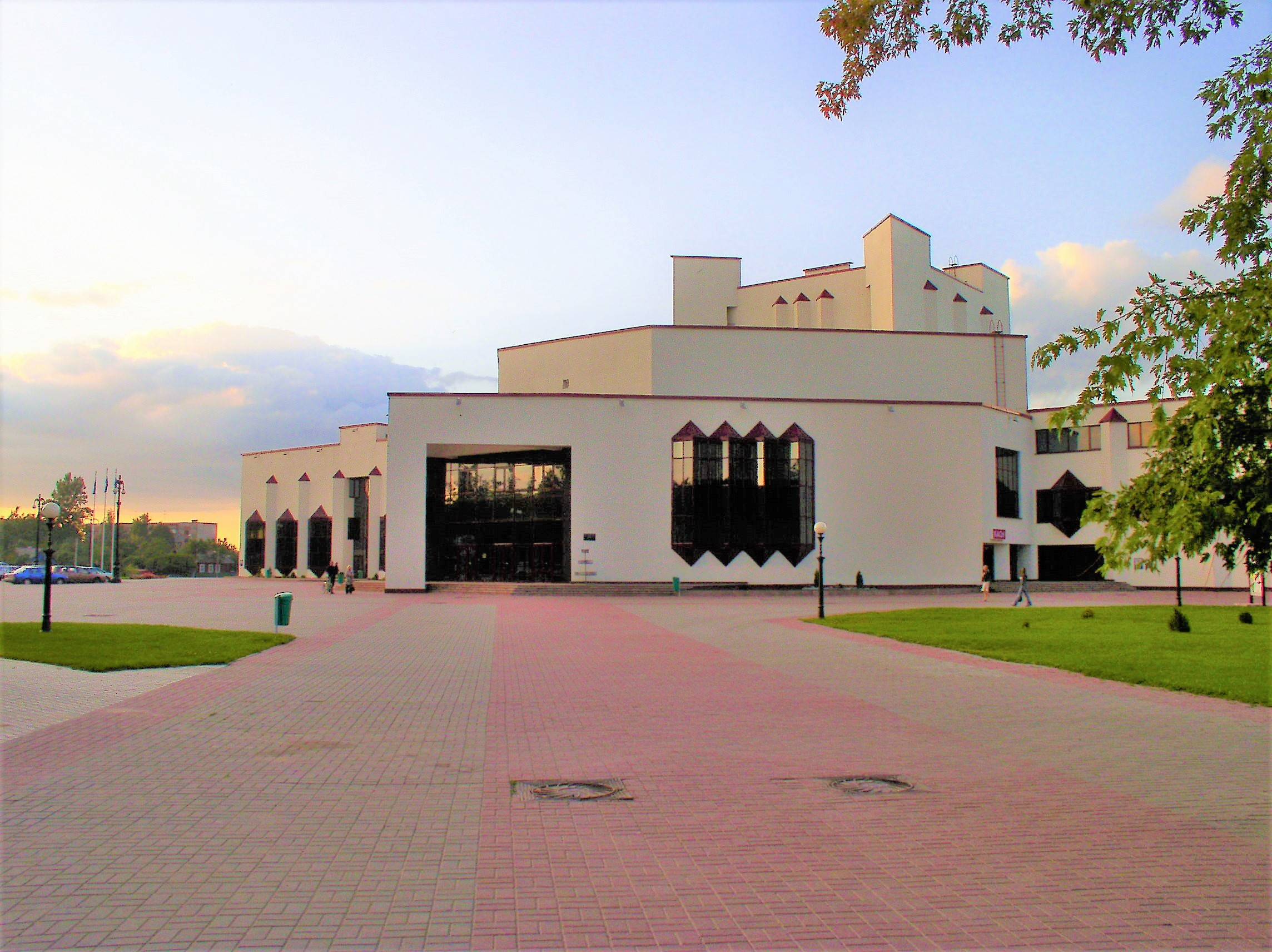
Дворец культуры
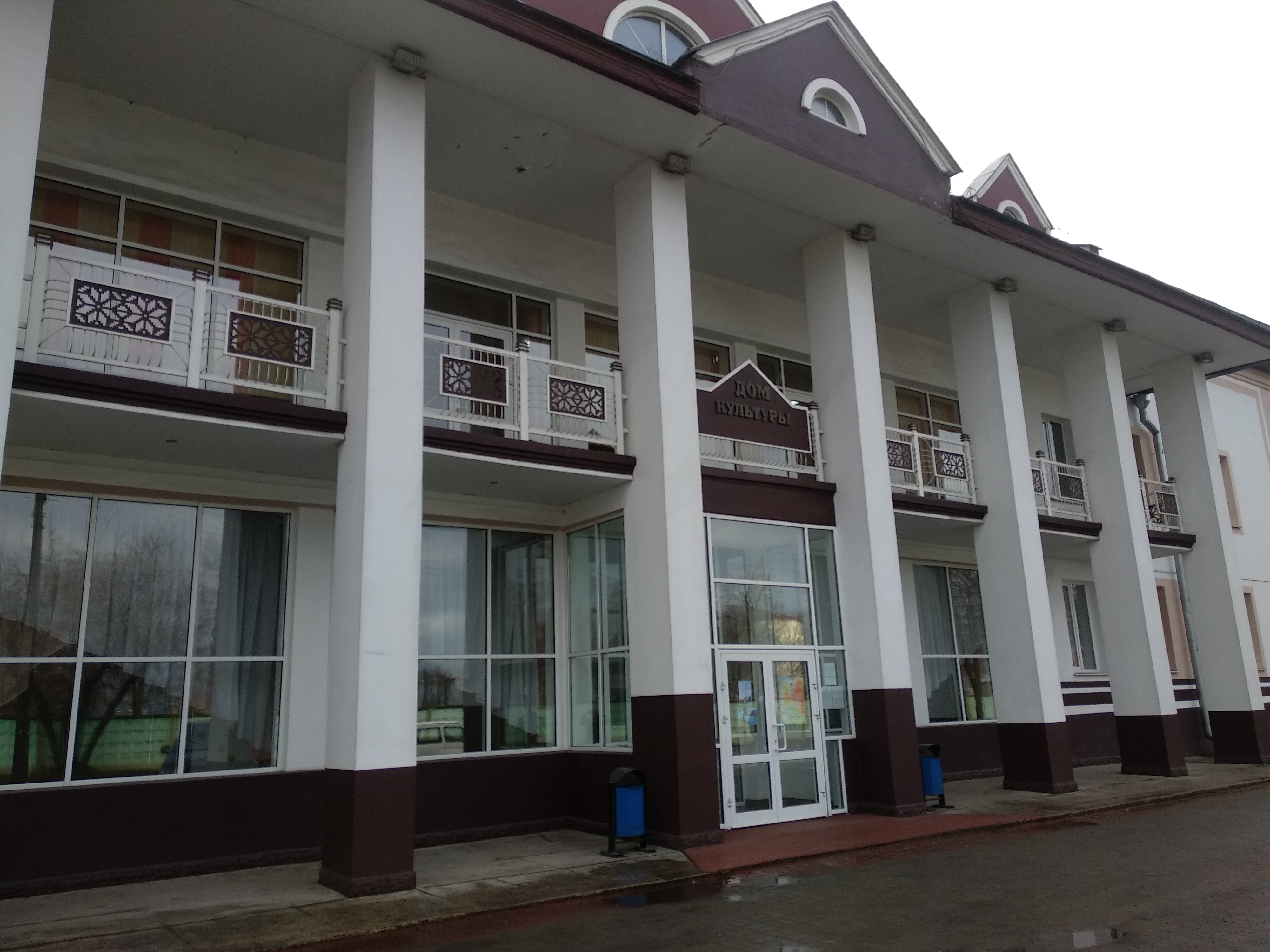
Дом культуры железнодорожников
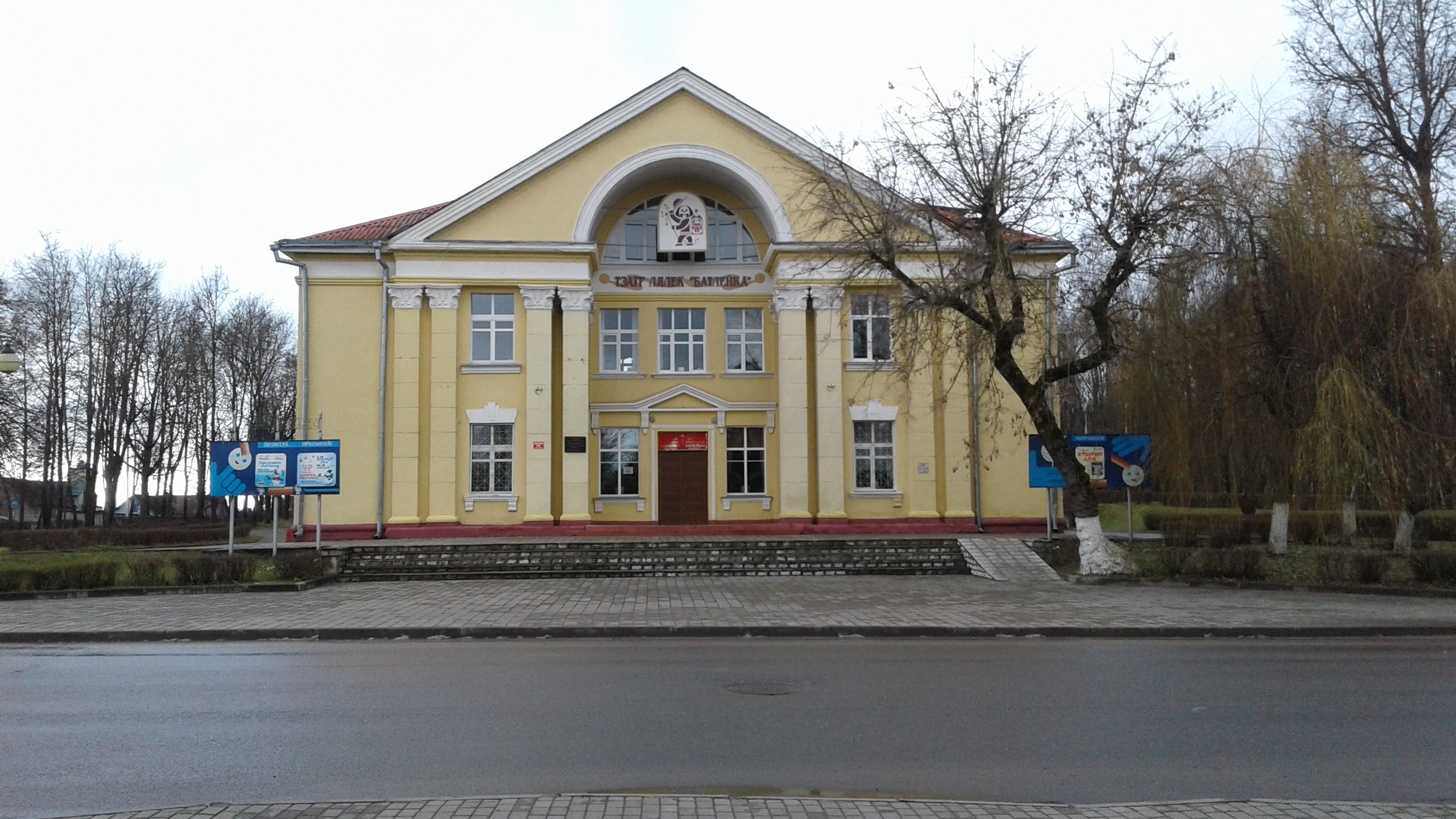
Минский областной театр кукол «Батлейка»
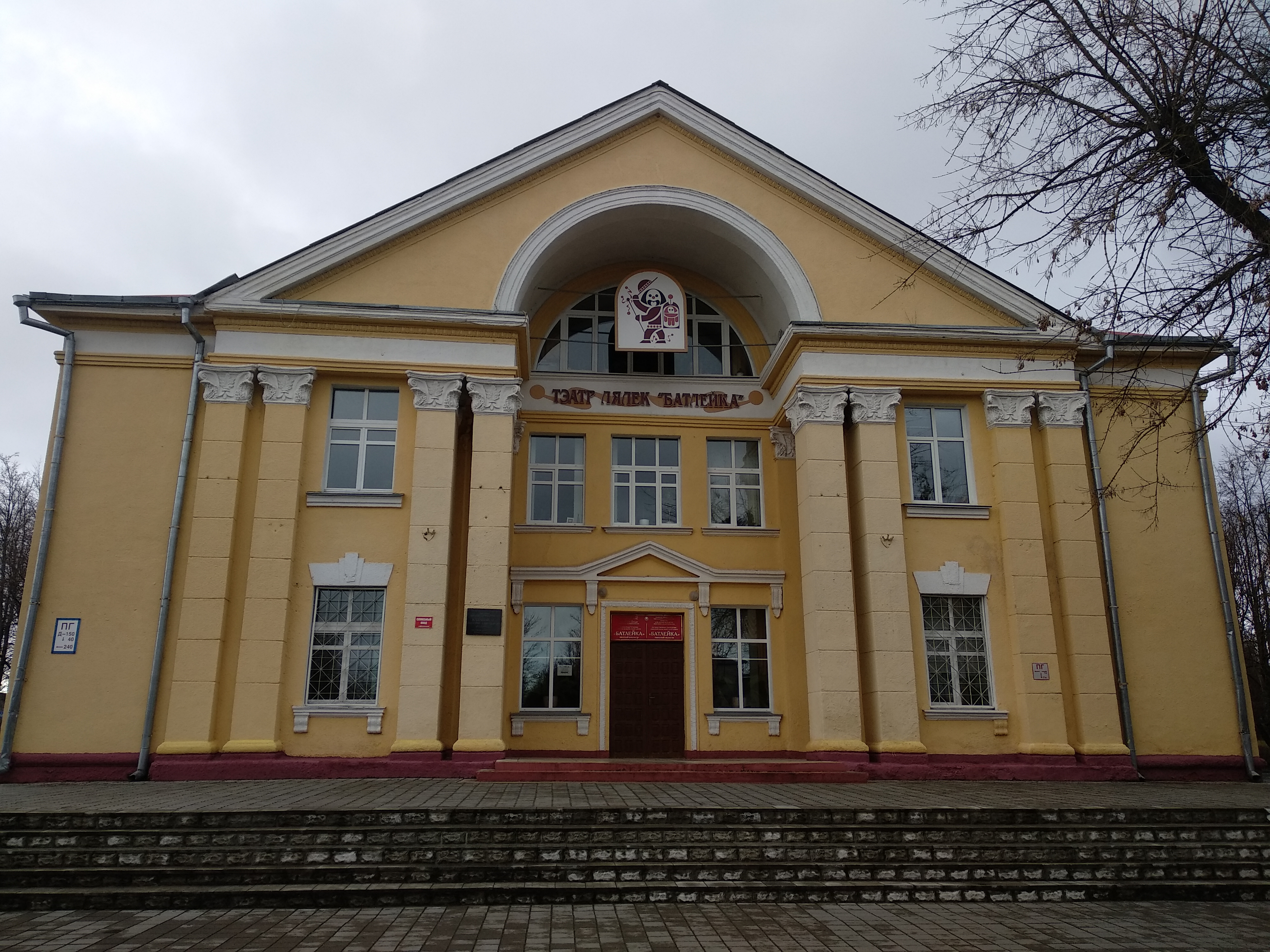
Минский областной театр кукол «Батлейка»
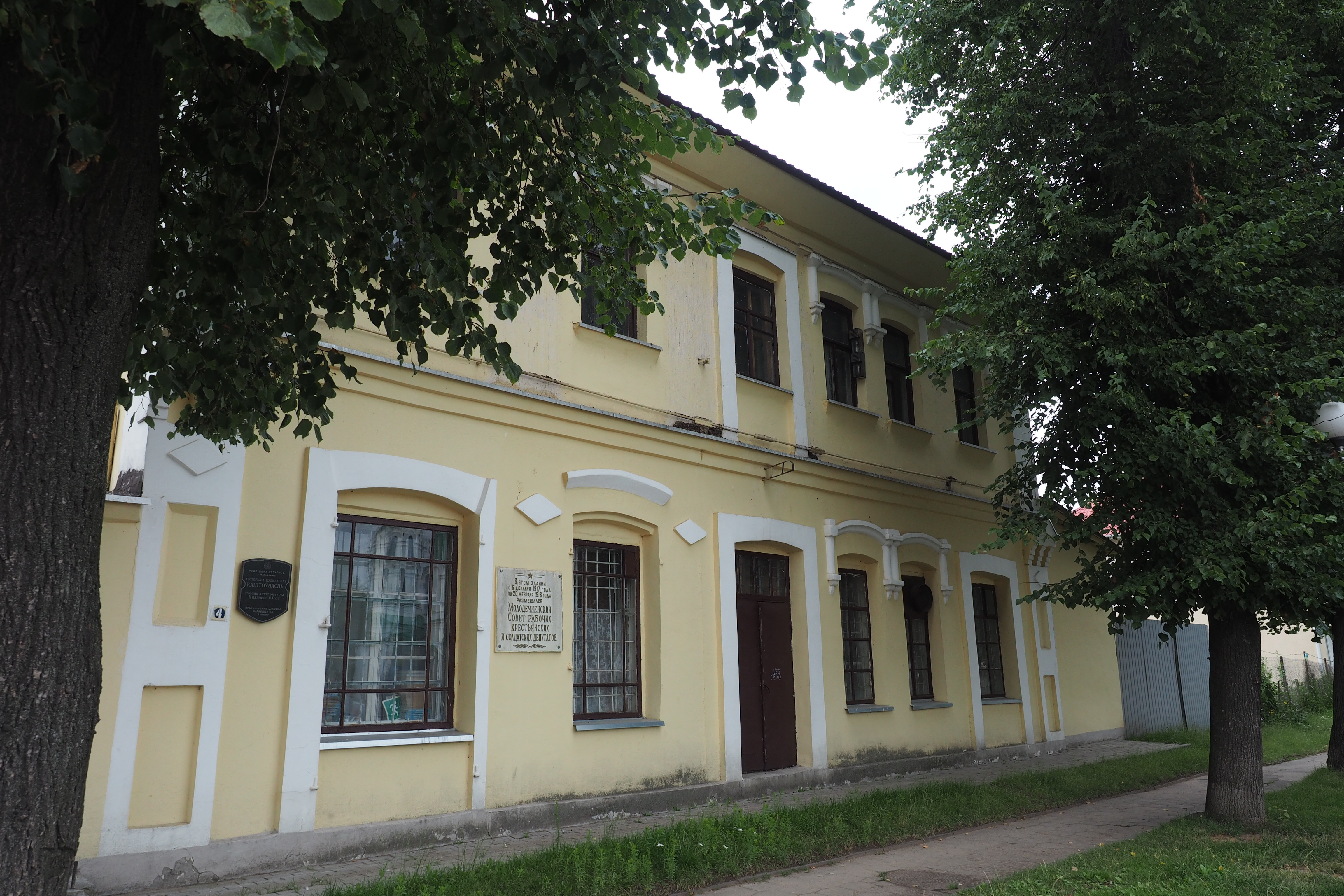
Здание
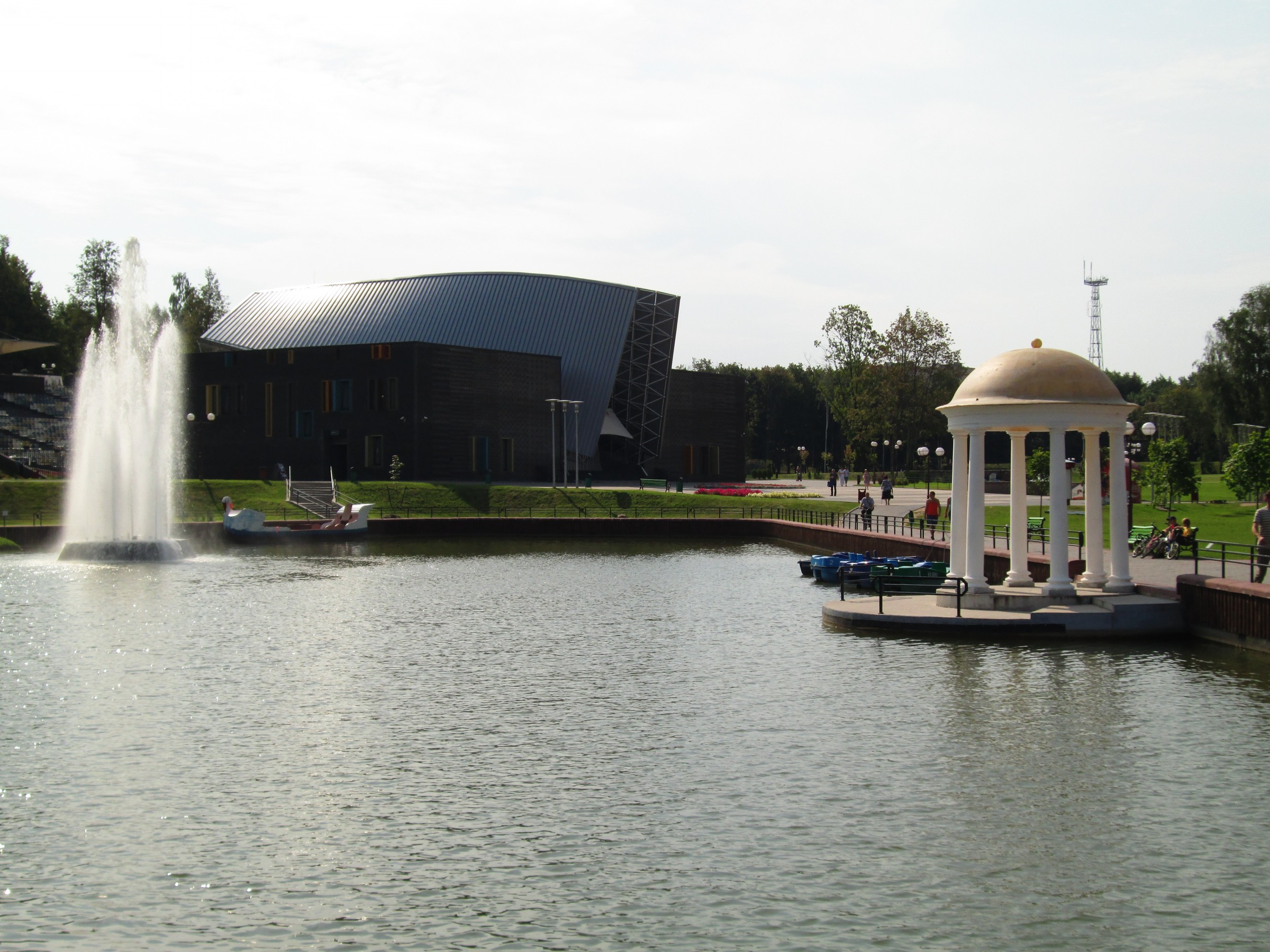
Парк Победы
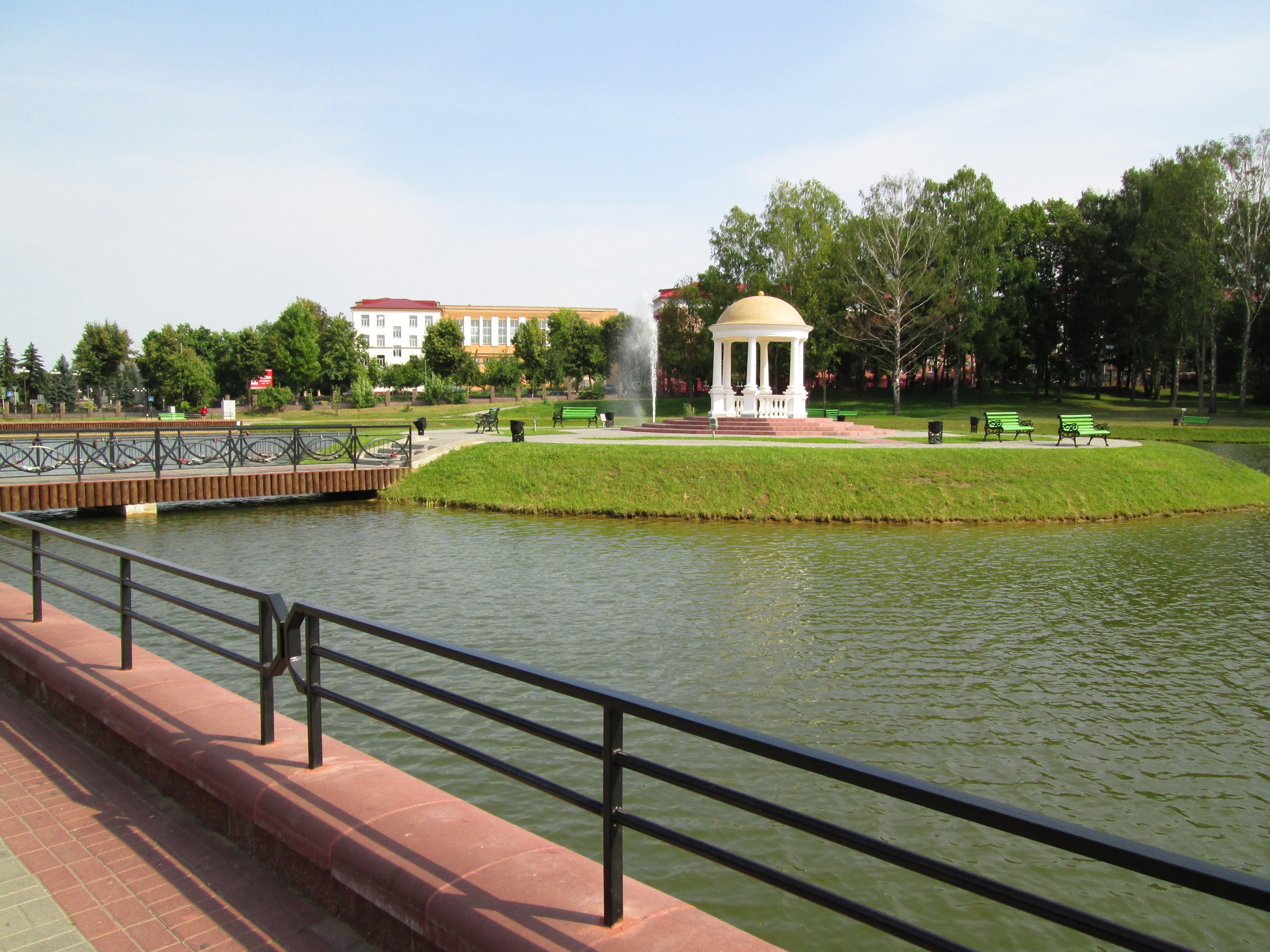
Парк Победы
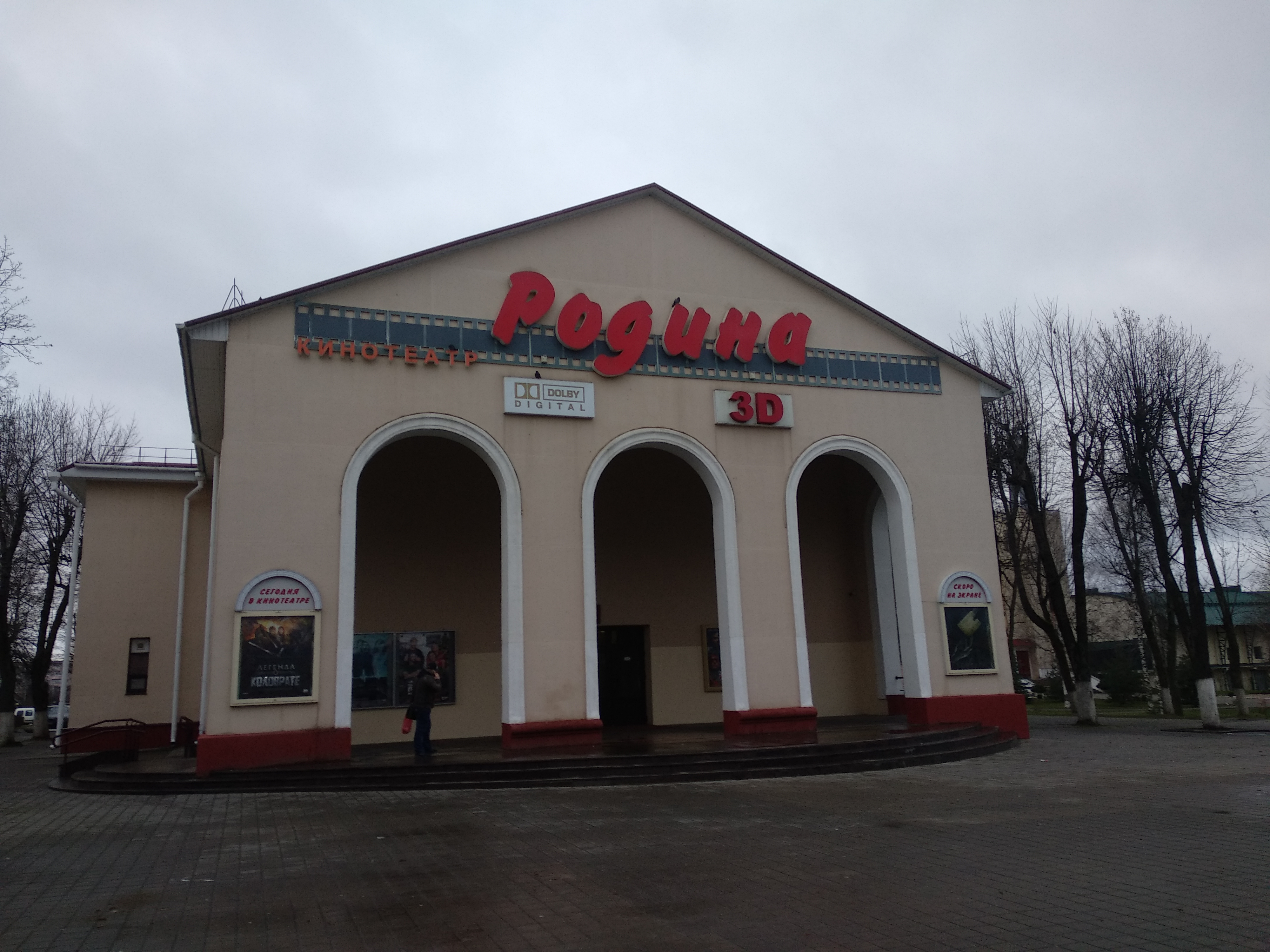
Кинотеатр "Родина"
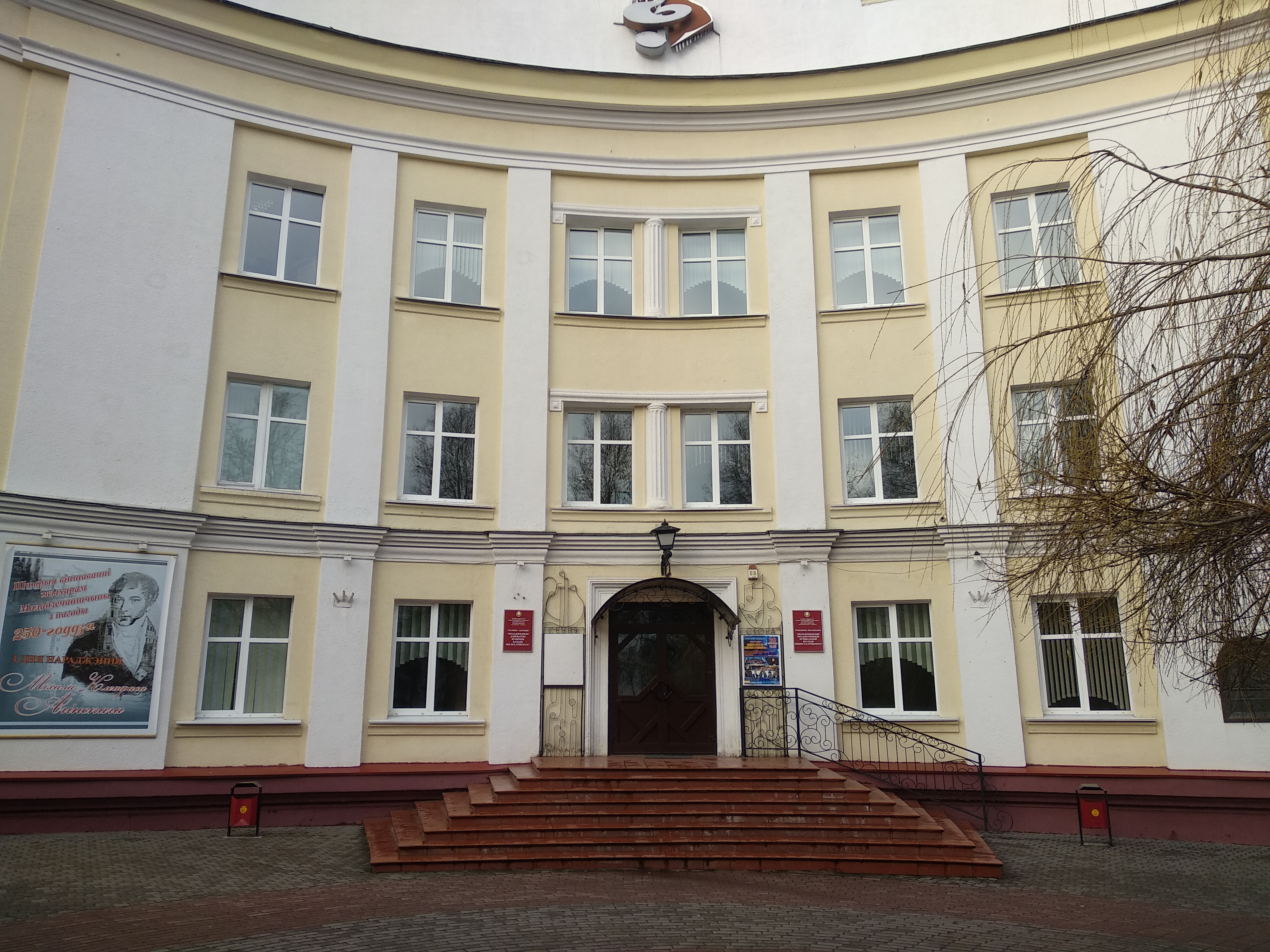
Здание музыкального колледжа
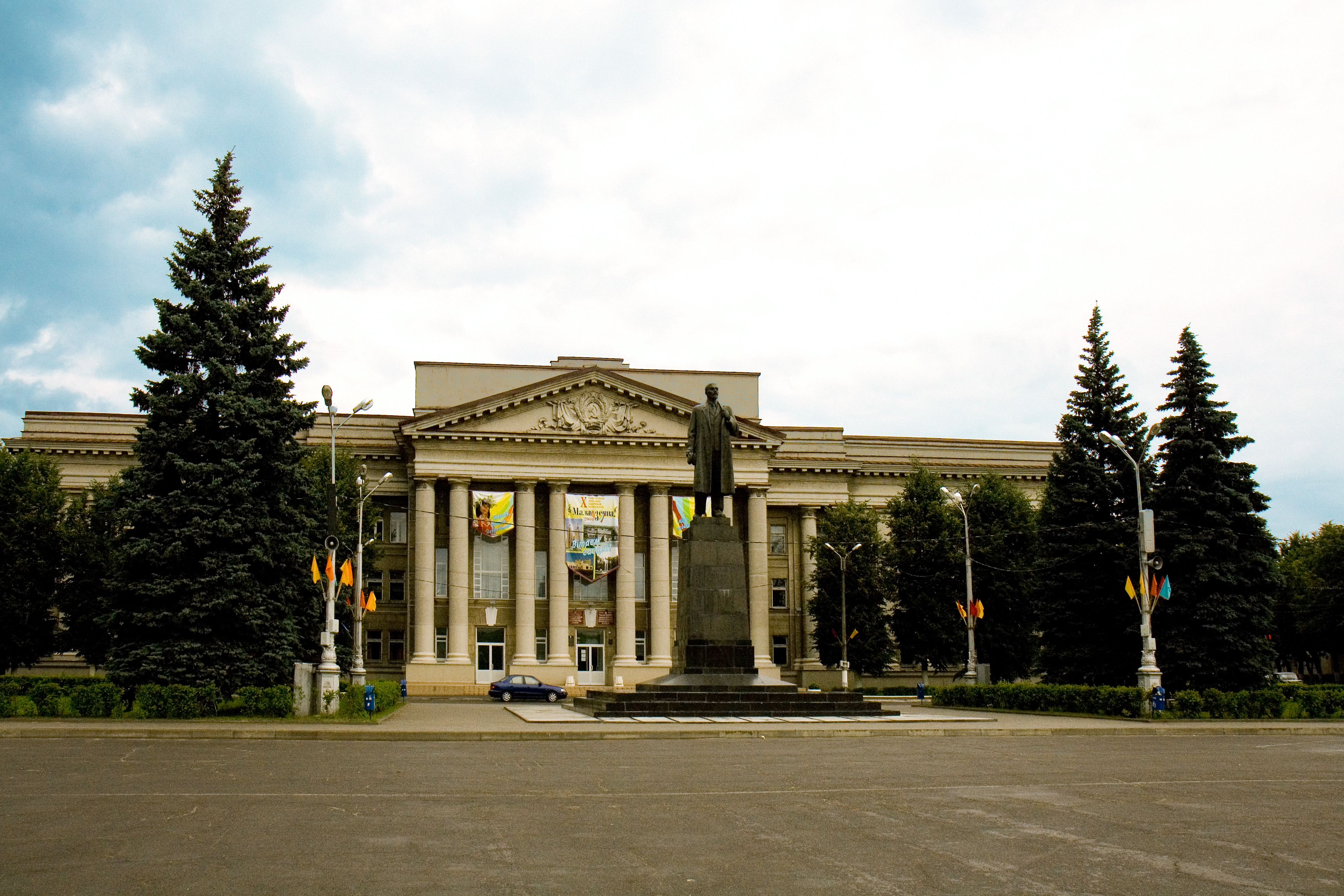
Центральная площадь. Политехнический колледж
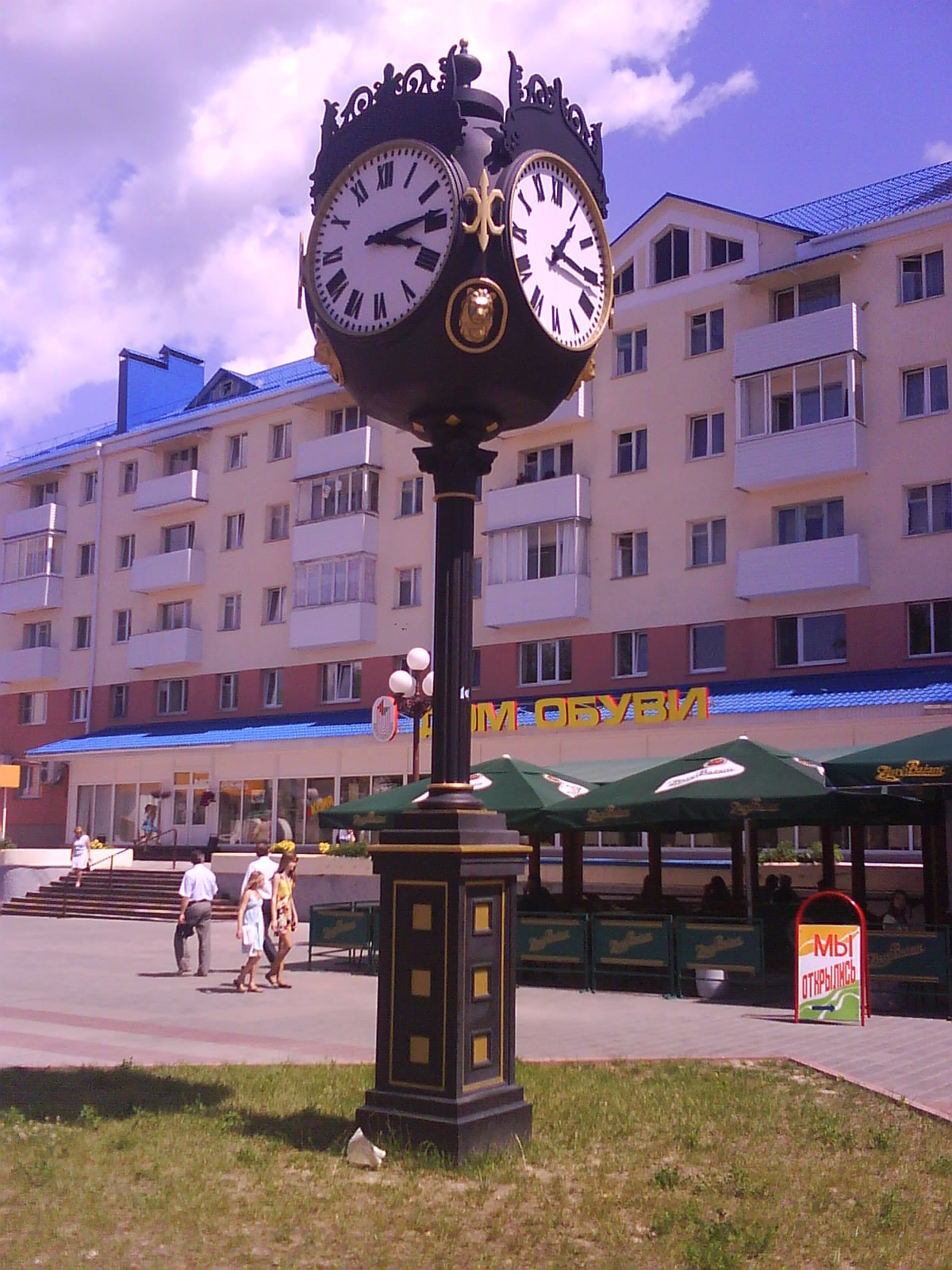
Часы. Расположены на пешеходной улице
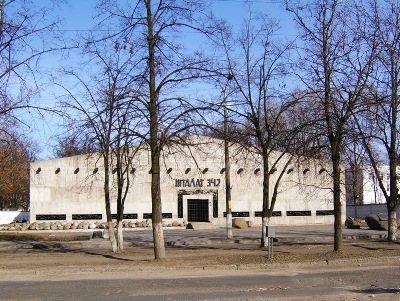
Мемориальный комплекс «Шталаг 342»

## Средства массовой информации

### Печать
- «Маладзечанская газета»[235] (Государственное учреждение "Редакция «Маладзечанская газета»)

### Телевидение
- «МКТВ»[236] (Государственное предприятие «Телевизионная вещательная сеть»)

### Радио
- Радиостанция «Молодечно FM»[237] (89,2 FM — Государственное предприятие «Телевизионная вещательная сеть»)
- Радиостанция «Мир»[238] (93,3 FM — [государственное] МТРК «Мир»)
- Радиостанция «Минская Волна»[239] (107,4 FM — Минское областное [государственное] унитарное предприятие «Информационное агентство „Минская правда“»)

### Сетевые издания
- «Kraj.by»[240] (зарегистрированное сетевое издание) — Частное унитарное предприятие «Новый подход» с 2010 года по 2021 год, с 2021 года полностью или частично управляется государством, с 2023 года полностью переходит под контроль Минского областного [государственного] унитарного предприятия "Информационное агентство «Минская правда».
- «Типичное Молодечно»[241] (городское интернет-сообщество в VK, Telegram, TikTok) — полностью или частично управляется государством с 2021 года.
- «Молодечно LIVE»[242] (городское интернет-сообщество в VK, Telegram, Instagram) — полностью или частично управляется государством с 2021 года.
- «Моё Молодечно»[243] (городское интернет-сообщество в VK) — полностью или частично управляется государством с 2021 года.
- «Молодечно. Главное!»[244] (городское интернет-сообщество в VK, Telegram) — полностью или частично управляется государством с 2021 года.

## Связь
Оператором стационарной связи является РУП «Белтелеком». Районную телефонную и радиосвязь обслуживает Молодечненский РУЭС (Районный узел электросвязи). Количество абонентов телефонной связи в городе — 41,3 тыс. человек. Наиболее популярными из услуг связи является высокоскоростной доступ к сети интернет, IP телевидение, универсальная почта.
Мобильную связь предоставляют операторы А1, life:), МТС.

## В филателии и нумизматике
- 8 сентября 2006 года выпущена в обращение почтовая марка «Паровозы и железнодорожные станции Беларуси. Железнодорожный вокзал в г. Молодечно, паровоз серии Э»[246].
- 1 июня 2016 года Министерство связи и информатизации Республики Беларусь выпустило в обращение конверт с оригинальной маркой «Молодечно — культурная столица Беларуси 2016 г.»[247].
- 30 сентября 2011 года Министерство связи и информатизации Республики Беларусь выпустило в обращение почтовую марку «Герб Молодечно» из серии «Гербы городов Беларуси»[248].

## В топонимике
- Улица Молодечненская — д. Рагозы, д. Тюрли, аг. Городок, аг. Полочаны, д. Каменная Горка, г. Лида, г. Заславль и др.

## Международное сотрудничество
Список городов-побратимов и городов-партнёров (дата установления отношений):
1. Борский район, Россия
2. Велинград, Болгария
3. гмина Домброва-Бялостоцка, Польша
4. Ирпень, Украина
5. Качканар, Россия
6. Коломна, Россия
7. Кутновский повят, Польша
8. Любытинский район, Россия
9. Паневежис, Литва
10. Светловский городской округ, Россия
11. Славянский район, Россия
12. Сокулка, Польша
13. Череповец, Россия
14. Флорешты, Молдавия
15. Фрунзенский район (Санкт-Петербург), Россия
16. Электренай, Литва
17. Эслинген-на-Неккаре, Германия[250]